# 第1親衛戦車旅団
M・E・カトゥコフ装甲戦車兵元帥名称第1親衛戦車チェルトコフスカヤ二重レーニン勲章・赤旗・スヴォーロフ、クトゥーゾフ及びボグダン・フメリニツキー勲章旅団（ロシア語: 1-я гвардейская танковая Чертковская дважды ордена Ленина Краснознамённая орденов Суворова, Кутузова и Богдана Хмельницкого бригада имени маршала бронетанковых войск М. Е. Катукова）、通称第1親衛戦車旅団（だい1しんえいせんしゃりょだん、ロシア語: 1-я гвардейская танковая бригада、略称1-й гв. тбр.）は、第二次世界大戦中に運用されたソビエト連邦の戦車旅団である。
オリョール＝ブリャンスク作戦やモスクワの戦いから始まり、クルスクの戦い、ウクライナ解放、プロスクーロフ＝チェルノフツィー攻勢、リヴィウ＝サンドミェシュ攻勢、ヴィスワ＝オーデル攻勢を経てベルリンの戦いに至るまで独ソ戦を戦い抜いた。独ソ戦を通した奮闘ぶりから、旅団自体にレーニン勲章を始めとする勲章が6個授与されている。また、旅団所属の軍人のうち29人がソ連邦英雄となっており、うち2人は二重英雄である。
戦後、第1親衛戦車旅団は第2親衛自動車化狙撃師団所属の第1親衛戦車連隊に再編され、ソビエト連邦軍の下運用された。ソ連崩壊後もしばらく運用されたが2009年6月1日に解散。現在はロシア連邦軍・第8独立親衛自動車化狙撃旅団として運用されている。

## 歴史

### 前身部隊

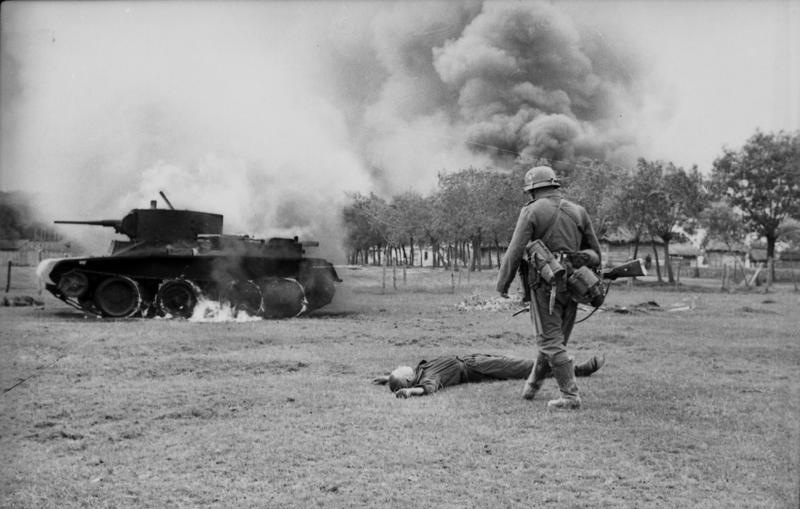
炎上する第15戦車師団のBT-7。(1941年6月)

第1親衛戦車旅団のもととなったのは第15戦車師団と第20戦車師団である。大祖国戦争勃発後、ドイツやほかの枢軸国と激戦を繰り広げた赤軍の戦車部隊は僅か2か月足らずで壊滅状態に追い込まれた。とりわけ被害の大きかった第15戦車師団と第20戦車師団は1941年7月の終わりごろには前線での運用がされなくなった。第15戦車師団は、所属していた第12軍の指揮官パーヴェル・ポネジェーリンがウーマニの戦いでドイツ軍の捕虜になったことを受けて1941年8月14日に解散。第20戦車師団は第9機械化軍団に所属しており、大祖国戦争勃発当初は36両の戦車を有していた。しかし6月24日のクレーヴェンを巡る戦いでドイツの第1装甲軍第13装甲師団に敗北を喫し、9月9日に解散した.。

### 第4戦車旅団の形成
戦車部隊の壊滅を受け、赤軍総司令部は戦車部隊の再建を図った。1941年8月19日、第9機械化軍団第20戦車師団の指揮官だったミハイル・カトゥコフを指揮官に据え、第15戦車師団の残党勢力及び第20戦車師団の一部によって組織された第4戦車旅団が、スターリングラード州プルドボイの村で発足した。これを受け、スターリングラードトラクター工場で製造された新型のT-34が、第4戦車旅団に配備されることになった。第15戦車師団から配属されていた後のトップ戦車エース、ドミトリー・ラヴリネンコはこのときT-34小隊の小隊長に任命されており、「これでヒトラーに借りを返せる」と発言している。また、ウラルからはKV-1を主力とする重戦車中隊が加わった。
旅団としての体制が整うと、9月23日に必要な人員や物資を列車に積み込んで移動を開始し、9月28日にはモスクワ州クビンカ近郊のアクロヴォ村に到達した。移動を開始した時点で旅団には戦車が29両（T-34/76が22両、KV-1が7両）あり、さらにクビンカでBT-7やBT-5、修理中だった旧式のBT-2なども合流したため、最終的に49両の戦車を抱える規模へと成長した。なお、コンスタンチン・コジャノフ上級中尉指揮下の第3戦車大隊に関しては、この時点で戦闘装備の受領が完了していなかったため、クビンカに留まることとなった。
クビンカにおける保有戦車数49両では、1941年8月12日に発せられた国防人民委員部第0063号命令で定められた戦車旅団の基準を完全には満たしていなかった（旅団の戦車数は、46両や56両だったとする説もある）。10月3日までに完全に体制を整えた第4戦車旅団は、作戦上ドミトリー・レリュシェンコ少将指揮下の第1親衛狙撃軍団と行動を共にすることとなった。
第4戦車旅団の組織 (1941年10月3日時点)
- 旅団司令部
- 本部中隊 (中隊長:E・V・クチェルスキー[12])
- 偵察中隊 (中隊長:アンチモノフ大尉[13])
- 第4戦車連隊 (連隊長:エリョーミン少佐[14])
  - 第1戦車大隊 (大隊長：V・G・グセフ大尉)
    - 第1重戦車中隊 (中隊長：P・A・ザスカリコ大尉　7両のKV-1を配備)
    - 第2中戦車中隊 (中隊長：V・I・ラコフ上級中尉　10両のT-34/76を配備)
    - 第3中戦車中隊 (中隊長：A・F・ブルダ上級中尉　10両のT-34/76を配備)

  - 第2戦車大隊 (大隊長：A・A・ラフトプーロ（ロシア語版）大尉)
    - 第1軽戦車中隊 (中隊長：K・M・サモヒン上級中尉　10両のBT戦車を配備)
    - 第2軽戦車中隊 (中隊長：V・Y・ストロジェンコ（ロシア語版）上級中尉)
    - 第3軽戦車中隊

  - 第3戦車大隊 (大隊長：K・G・コジャノフ（ロシア語版）上級中尉[9])
- 歩兵大隊 (大隊長：D・A・カチェトコフ大尉[15])
- 対戦車砲兵大隊
- 対空砲兵大隊 (大隊長：I・V・アファナチェンコ大尉[15])
- 輸送中隊
- 工兵中隊 (中隊長：V・E・イワシェンコ[16])
- 衛生小隊 (旅団最高医療責任者：V・N・ポストニコフ[12])

### ムツェンスクでの戦闘
1941年10月2日、カトゥコフ大佐率いる第4戦車旅団はオリョール＝ブリャンスク作戦に従いオリョール州ムツェンスクへ向かった。10月4日から10月11日にかけて、第1親衛狙撃軍団とともに、ハインツ・グデーリアン上級大将率いるドイツ陸軍第2装甲軍と戦闘状態に至った。
カトゥコフはオリョールに関する詳しい情報を得ていなかったため、初めに偵察部隊を2隊派遣している。そのうちの一隊、グセフ大尉が指揮していた機械化歩兵部隊は13両の戦車を供にしていたが、偵察中オリョール郊外で2両のT-34と2両のKV-1を失った。もう一方はブルダ上級中尉率いる自動車化歩兵部隊で8両の戦車を伴っており、南東方向から待ち伏せによる接近を図った。10月7日、カトゥコフもムツェンスクへ入ったが、すでに街にはドイツ兵が集結していた。
第4戦車旅団が第2装甲軍と初めて戦火を交えたのは10月5日のことである。イヴァノフスコエに移動したドイツ軍の先遣隊は、第4戦車旅団の自動車化狙撃大隊、NKVDの第34国境警備連隊と第201空挺旅団を相手に交戦し、カズナチェエヴォへとさらに進軍した。しかし第2装甲軍はカズナチェエヴォで第4戦車旅団の反撃を受け、オプトゥハ川までの後退を余儀なくされている。ドイツ側が残した記録には、このときの反撃について以下のように記されている。
旅団はその後も、カズナチェエヴォだけではなく、周辺のキェファノホやナリシュキノ、ピェルヴィー・ヴォインなどの村でも戦車の待ち伏せを用いて戦闘を繰り広げた。
10月6日、ピェルヴィー・ヴォインに配置されていた旅団の歩兵部隊がドイツ軍の攻撃を受けた。ドイツ軍は、はじめに対戦車砲を制圧すると、戦車で塹壕の突破を図った。カトゥコフは部隊救援のため、ラヴリネンコ中尉の指揮の下、即座に4両のT-34-76を派遣した。さらに、第4戦車旅団の右翼側を補うために第11戦車旅団から派遣されていた11両のT-34は、第4戦車旅団の他の戦車とともに17時30分よりドイツ軍の側面から反撃を開始し、陣地の回復に貢献している。
10月7日、戦車部隊はイヴァノヴォ、ゴロペロヴォ、シェイノ付近まで一旦撤退した。10月9日、第4戦車旅団は再び攻勢に転じ、オリョールの高速道路に沿ってムツェンスクからゴロヴリョヴォへ進軍していたハインリッヒ・エーバーバッハ大佐率いるドイツ陸軍の戦闘団を、ヴォインカ川付近まで後退させている。ドイツ側が残した記録には、このときのことについて以下のように記されている。
この戦闘の際、第2戦車大隊の司令官であったラフトプーロ大尉はイルコヴォ村付近で重傷を負ったが、彼は意識を失うまで戦線を退くことはなかった。
翌日、エーバーバッハの部隊は他の部隊と併合した。この部隊が有していた30両の戦車は、ソ連軍陣地を迂回して吹雪の中を秘密裏に10キロ進み、南東のズシャ川に架かる橋を渡って、12時頃再びムツェンスクへ到着した。同時にドイツ軍主力部隊もムツェンスクへ進軍し、第4戦車旅団を包囲した。第4戦車旅団と第11戦車旅団は、幾度となくズシャ川方面の脱出路を開放しようと試みたが、失敗に終わっている。10月11日の夜、旅団は密かに包囲網を掻い潜ることに成功し、ムツェンスク北部のズシャ川に架かる鉄道橋を通って第26軍と合流した。合流後は10月16日まで陸軍予備部隊に留まった。
第1親衛狙撃軍団や第4戦車旅団、第11戦車旅団の攻撃によりドイツ軍は進軍を7日間足止めされ、多くの人的、物的被害を生じさせた。ソ連側の記録によると、第4戦車旅団との交戦でドイツ軍は戦車133両、対戦車砲49門、迫撃砲6門、偵察機8機、弾薬運搬車15台を失い、最大で1個歩兵連隊を壊滅させた。一方、第4戦車旅団自身は戦車23両、車両24台を失い、555人の死傷者が出たもののドイツ側と比べると軽い被害で済んでいる。
ランゲルマン率いる第2装甲軍第4装甲師団に対する攻撃には、各旅団の戦車部隊以外にも爆撃機や戦闘機などによる航空攻撃や、カチューシャなどの多連装ロケット砲による攻撃が積極的に取り入れられた。その結果、第4装甲師団は著しく弱体化し、ドイツ側の記録では、10月4日時点で戦車を59両保有していたが、10月16日には38両にまで消耗している。中でも、第4装甲師団第35戦車連隊は10月3日から10月13日までの10日間で16両（II号戦車2両、III号戦車8両、IV号戦車6両）を失い、第79装甲偵察大隊は車両1台を喪失している。グデーリアンは自身の回顧録でこの時のことを以下のように振り返っている。
一連の戦闘によるドイツ側の被害記録と旅団側の記録に顕著な開きがみられるのは、第4戦車旅団は戦果を旅団自体の部隊に加えて、付属部隊である第34国境警備連隊や第201空挺旅団などにも尋ね、それらからの報告を中心に被害状況を取り纏めたためである。一回の戦闘で同一の敵に対して与えた損害が、様々な部隊から複数回報告として上がってきたため、重複して記録されることとなった。
1941年10月22日、第4装甲師団長のランゲルマンは報告書の中で、「東部戦線に於いて初めて、ロシアの26トンと52トンの戦車が我が国のIII号戦車やIV号戦車より絶対的に優れていることが証明された」と記している。さらに、喫緊の課題として「即座にロシアの26トン戦車を研究すること」とあり、ソ連の戦車よりも技術的に勝る新たな兵器を製造するため多くの対策がなされていたことがうかがい知れる。
1941年11月、ソ連の新型戦車を研究するため、ドイツ本国より特別チームが戦線へ派遣された。第2装甲軍の下に到着したチームには、フェルディナント・ポルシェを始めとして、MANやヘンシェルなどの研究員が随行していた。このチームは特に、重戦車KV-1、KV-2や中戦車T-34を詳細に研究したとされる。この時の調査研究によって得られた情報が、後にV号戦車パンターの開発に繋がった。
|                                                                      |                                            |
| T-34の乗員。中央に映るのはグリゴーリー・ルゴヴォイ中尉（1941年10月） | メモリアルとして残されたT-34（2001年10月） |

### ヴォロコラムスクでの展開
1941年10月17日の夜、第4戦車旅団はスターリンの個人的な命令によって、モスクワ近郊のヴォロコラムスク方面へ単独で移動し始めた。360キロに渡る道のりを進んだのち、第316狙撃師団（イヴァン・パンフィーロフ少将指揮）や騎兵集団（レフ・ドヴァートル少将指揮）とともにモイセエフカやチェンツィ、ボリショエ・ニコリスコエ、チェチェリノ、ドゥボセコヴォなどの村を抜け、ヴォロコラムスク＝モスクワ間を結ぶ幹線道路の北側の防衛についた。

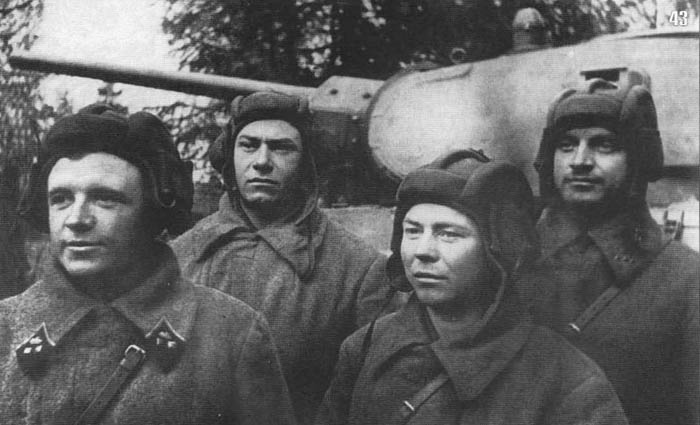
第4戦車旅団の戦車兵。左端に写るのはラヴリネンコ。(1941年10月)

10月20日、セルプホフにいたドミトリー・ラヴリネンコが旅団に合流したが、これは第50軍の要請を受けての事であった。彼はセルプホフ付近にいたドイツの偵察部隊を撃破し、6門の迫撃砲や10台のサイドカーなどを降伏させた上で数人の捕虜を奪還し、軍用のバスを鹵獲した。鹵獲したバスの車内には書類と地図が残されていたため、カトゥコフは即座にモスクワの軍司令部へ送っている。
ヴォロコラムスクを占領したドイツ軍は、第316狙撃師団の右翼側から攻撃を行うため、ヴォロコラムスクの北東に位置するカリストヴォ村に部隊を集結させた。パンフィーロフはこの村への総攻撃を決定し、カトゥコフに対しては戦車部隊によってこれを支援するよう要請した。10月28日、ピョートル・ヴォロビョーフ中尉はラフトプーロ少佐の後を継いで第2戦車大隊指揮官に就任し、カトゥコフからカリストヴォ攻撃の支援を命じられた。初めにT-34から成る部隊が村へ侵入し、数両の戦車を撃破した。しかし、ヴォロビョーフも損害を負っており、無事に戻ったのは3両のみであった。また、彼の乗る戦車は撃破され村に取り残された。彼はなんとか村からの脱出を試みたが、沼にはまり込んだためT-34は横転してしまった。既に周囲をドイツ兵が取り囲んでいたが、ヴォロビョーフを除く搭乗員は戦車下部のハッチから脱出に成功している。唯一彼は上から脱出を図ったが、ドイツ兵のマシンガンの標的にされ戦死した。彼は6月に大祖国戦争が勃発してから10月に戦死するまでの僅か4か月で、14両の戦車や自走砲、3台の装甲車を撃破している。なお、大隊指揮官はアレクサンドル・ブルダに引き継がれた。
11月10日、カトゥコフは戦車軍少将に列せられ、レーニン勲章を受章した。翌11日、オリョールとムツェンスクでの勇敢な戦闘を称えられた第4戦車旅団は、ソ連国防人民委員1941年11月11日付命令第337号により親衛部隊の栄誉を受け、第1親衛戦車旅団と改称した。赤軍では初の親衛戦車部隊である。11月21日には第1親衛戦車旅団に親衛部隊旗が伝達された。
11月12日から15日にかけて、第1親衛戦車旅団は、スキルマノヴォ＝コズロヴォ地区からドイツ軍の拠点の排除に取りかかった。はじめに、第18狙撃師団はスキルマノヴォ村を占領していたドイツの第10装甲師団の前哨陣地を突破しようと試みたが、失敗に終わった。この失敗を受け、コンスタンチン・ロコソフスキー率いる第16軍はスキルマノヴォ村の奪還を決断した。ロコソフスキーは第18狙撃師団と第50騎兵師団に加え、新たに編入された第1親衛軍、第27戦車旅団、第28戦車旅団と砲兵連隊や対戦車兵連隊、3個カチューシャ大隊を従えて、より強力な攻勢部隊を編成した。第1親衛戦車旅団は15両のT-34と2両のKV-1で敵陣営の正面から突破を図り、3両のT-34（ラヴリネンコ小隊）が敵の位置を明かすため先陣を切って砲撃した。ラヴリネンコ小隊に続いて、KV-1（ザスカリコ、ポリャンスキー各車長）が援護に当たっている。第27、第28戦車旅団は両側面から挟み込みに回った。

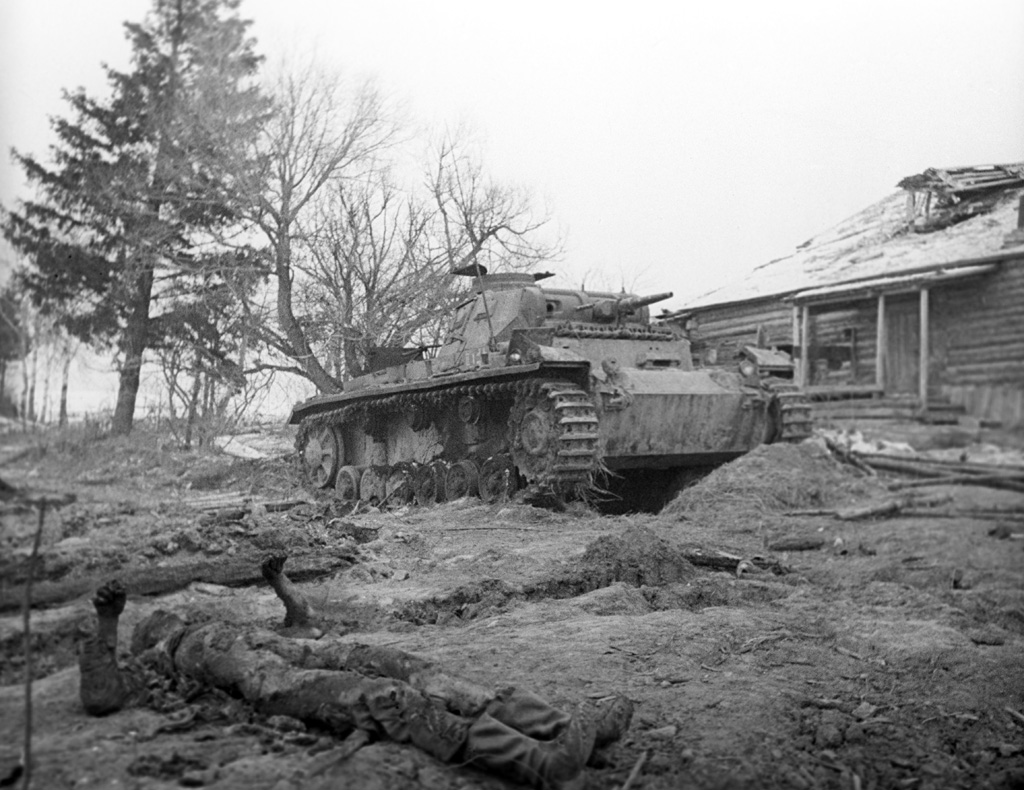
スキルマノヴォ付近で撃破されたドイツのIII号戦車 (1941年11月)

11月13日から14日にかけての猛攻により、スキルマノヴォの橋頭保を奪取した。ソ連側の記録によると、スキルマノヴォにおける一連の戦闘で、ドイツ側の戦車34両、火砲23門、迫撃砲26門、トラック8台、機関銃巣20ヵ所、木製トーチカ13ヵ所を破壊し、最大3個歩兵中隊を撃破したとされている。ドイツ側では、「激しい戦闘の後、橋頭堡はそれ以上の損害を避けるため降伏した。第10装甲師団は2両の52トン戦車と4両の大破状態にある戦車を含む、計15両の敵戦車を撃破した。」との記録がみられる。一方、ソ連側の資料では、11月16日までに、第1親衛戦車旅団は19両のKV戦車とT-34、20両の軽戦車が残存していたとされる。カトゥコフは、「短期間の歴史の中で初めて、旅団は大きな損害を被った」と一連の戦闘を評価している。
橋頭保の占領が成功した後、予期される攻勢をかわすためにヴォロコラムスクに位置するドイツ軍の後方へ進出する決断をした。11月16日の夜、第16軍は部隊の再編成を行い、同日10時から戦闘が始まった。その日の朝、第316狙撃師団と騎兵部隊はドヴァートル指揮下で既に戦火を交えている。第16軍は終日右翼での攻撃に徹し、左翼及び中央の防衛に努めた。特に、第1親衛戦車旅団が加わった第316狙撃師団と、第11戦車師団第1戦車大隊が配属されたドヴァートル指揮の騎兵部隊は、ドイツ国防軍第46自動車化軍団第5および第11装甲師団（ハインリヒ・フォン・フィーティングホフ装甲兵大将指揮）及び第5軍団第2装甲および第35、第106歩兵師団（リヒャルト・ルオッフ歩兵大将指揮）と激しく戦火を交えた。
16日から30日にかけて、旅団はヴォロコラムスクで防衛戦に徹し、第16軍のイストラ貯水池への後退を援護した。ソ連側の記録によると、退却を支援した一連の戦闘で戦車106両、火砲16門、対戦車砲37門、航空機5機、迫撃砲16門、トラック8台、機関銃巣27ヵ所、自動車55台、バイク51台などを撃破した。一方で、旅団は7両の戦車を失っている。11月24日までに保有戦車は26両に、27日には17両（KV-1:2両、T-34:6両、T-60:9両）に減少した。
11月29日、レニングラード高速道路沿いに位置しているソルネチノゴルスクからクリュコヴォにかけての地域でドイツ軍の突破口を塞ぐため、旅団はバランツェヴォやブリョホヴォ、カメンカに築かれた新たな防衛線に移動した。モスクワまではわずか40キロの地点である。
12月5日、ラヴリネンコ親衛上級中尉に対してソ連邦英雄の叙勲が推薦された。推薦リストには「…10月4日から現在まで継続中の戦闘作戦に参戦し続けている。オリョールとヴォロコラムスク方面での戦闘中、ラヴリネンコと乗組員は37両の重戦車、中戦車、軽戦車を撃破した…」と記されている。
12月4日、モスクワ近郊でソ連軍の攻撃が行われたが、部隊を立て直して計39両となった第1親衛戦車旅団も加わった。第145、第1親衛、第146、第17の各戦車旅団は、第16軍の狙撃部隊とともにドイツの防衛線を破り、反撃を加えながら進軍した。12月4日から8日にかけて、ドイツの第5装甲師団と第35歩兵師団が防衛していた要点・クリュコヴォ村（現在のゼレノグラード市域）で激戦が勃発した。パンフィーロフ指揮下である第8親衛狙撃師団の一部と第1親衛戦車旅団がこれを夜間2度にわたって攻撃するなどした結果、8日までにクリュコヴォの解放に成功している。
12月8日からは第20軍麾下となり、イストラに置かれているドイツ軍部隊撃破のためペトロフスコエ、ダヴィドフスコエ、ブニコヴォ、ヤベジノ、ゼニキノ、ミカニノ、ノヴォイエルサリムスカヤ、ヤドレニノ、ルミャンツェヴォ、ルブツォヴォ、クリュコヴォ、カミェンカの各地域で攻撃を加えた。
12月12日、第1親衛戦車旅団はイストラ＝ヴォロコラムスク間を結ぶ幹線道路に沿って攻撃を始めた。12月15日までにイストラ貯水池西部のドイツ軍部隊は壊滅したが、フョードル・レミゾフやカトゥコフの部隊が貯水池の北と南を迂回して、ドイツ軍の側面方向へ撤退したことが大きな役割を果たした。
12月18日にはシチョヴォ、ポクロフスコエ、グリャディ、チスメナ付近で戦闘が起こった。この日、ゴリュニの村で起こった戦闘において、ソ連の戦車エースであったドミトリー・ラヴリネンコ親衛上級中尉が戦死している。彼はわずか2ヵ月で通算52両の戦車（自走砲を含めると58両）を撃破したエースであり、その撃破数は大戦終結まで一番であり続けた。
|                                                                        |                                     |                                                                  |
| ヴォロコラムスクの街道付近で、遠く首都モスクワを望むT-34（1941年11月） | 第1親衛戦車旅団のT-34（1941年12月） | イストラにあるソ連の陣を攻撃するドイツ戦車部隊（1941年11月25日） |

12月20日、ヴォロコラムスクを解放した後、第1親衛戦車旅団は第17戦車旅団とともにアルフェロヴォ、セデリニツァ、ザハリノ、ポグビノ、スパス＝リュホフスコエを目指して西へ向かった。
12月26日、ミハイロフスコエで戦闘が起こったが、この戦いで機械化歩兵旅団の中隊司令官だったテレンティー・リャボフ親衛中尉が戦死している。旅団はさらに進軍し、ラーマ川からルザ、ルジナ・ゴラに沿って展開されていたドイツ軍の重厚な防衛線を突破した。チムコヴォの要塞を巡る戦いでは、第1親衛戦車旅団の戦車兵であるピョートル・モルチャノフ親衛上級軍曹が戦死したが、彼は通算で11両の戦車を撃破していたエースであった。
12月28日、旅団はイヴァノフスコエで激しい戦闘を展開した。12月30日にはチムコヴォに陣取っていたドイツ軍を壊滅させている。
1942年1月から3月にかけて、旅団はルジェフ＝ヴャジマ作戦に加わった。1月、ヴォロコラムスク付近のイヴァノフスコエ村にカトゥコフの指揮所が設置されたが、この地には、1981年12月20日に記念碑が建てられた。
1月10日、ドイツ軍の防衛線を突破した第20軍は、攻勢に打って出た。第1親衛戦車旅団の戦車はそれぞれ、ザハリノ、ボリショエ・ゴロペロヴォ、マロエ・ゴロペロヴォ、チモニノ、コリェーボ、さらにグジャーツク（ヴォロコラムスクから西に70キロ）などに展開され、歩兵の支援を行った。1月16日、シャホフスカヤ駅を奪還し、ラムスクのドイツ防衛線は一掃された。
1月23日にはスモレンスク地方のカルマノフスキー地区で戦闘状態となった。1月25日に旅団は第5複合軍へ移管された。
1942年2月から3月にかけて、第1親衛戦車旅団は他の部隊とともにスモレンスク州のカルマノフスキー地区やグジャーツク地区で戦闘を行っている。この間、第1親衛戦車旅団の戦車は独立した戦闘行動はとらず、あくまで第1、第40親衛狙撃旅団や第64自動車化狙撃旅団、第20軍の支援に徹していた。2月22日、スモレンスク州アルジャニキ村付近の戦闘で、「私たちのエース」と称されたコンスタンチン・サモヒン親衛大尉が戦死した。彼は通算で30両以上（一説には79両）の戦車を撃破したエースである。2月18日から21日の3日間で、旅団はKV-1を3両、T-34を8両失った。

### ヴォロネジ戦線での防衛戦
1942年3月下旬、モスクワ近郊で約6か月にわたり展開された戦闘が終わると、第1親衛戦車旅団はソコリニキ地区のソ連軍最高総司令部の予備軍に移った。1941年冬から1942年春にかけての戦闘で得られた経験から、旅団は敵の防衛線の深部で独立した行動をとる能力が欠如していることが示された。以下は1979年に記された軍事研究の一部抜粋である。「…前線と軍隊の構成に強大な戦車部隊が存在しないため、戦術的成功を作戦的成功へと昇華させる、攻勢の重要課題の遂行を不可能にしていたのである。このため、モスクワ近郊での反攻や1942年冬に行われたその後の攻勢作戦では、ソ連軍は敵の大集団を包囲してより攻撃を深化させることができず、局地的な攻撃に徹していた。したがって、高い機動力と大きな打撃力を備えた戦車部隊構築の必要性は、当時の戦車軍団設置における最も重要な課題の一つだった。」ソ連軍におけるこれら強大な戦車部隊復活の第一歩は、戦車軍団の創設だった。
1942年4月、第1親衛戦車旅団は新たに設置された第1戦車軍団の基幹部隊となった。旅団司令官も、昇進に伴う退任を決めたカトゥコフからニコライ・チューヒン親衛大佐へ代わっている。4月中にリペツクに到着した第1親衛戦車旅団は他の旅団と合流し、4月の終わりまでに第1戦車軍団の人員確保を終えて戦闘訓練へ移行した。
ソ連軍最高総司令部1942年4月20日付令第170284号により、第1、第3、第4戦車軍団はブリャンスク戦線に移管された。軍団はオリョール州リーヴヌィ北部の村に拠点を置いた。
6月28日の朝、ドイツ第2軍（マクシミリアン・フォン・ヴァイクス騎兵大将指揮）、第4装甲軍（ヘルマン・ホト上級大将指揮）、ハンガリー第2軍（ヤーニ・グスターフ上級大将指揮）がブリャンスク戦線の左翼側から攻撃を仕掛けたことによって、ヴォロネジの戦いが勃発した。ブリャンスク戦線及び南西戦線の防衛を相次いで突破したドイツ軍は、ヴォロネジへと急いだ。

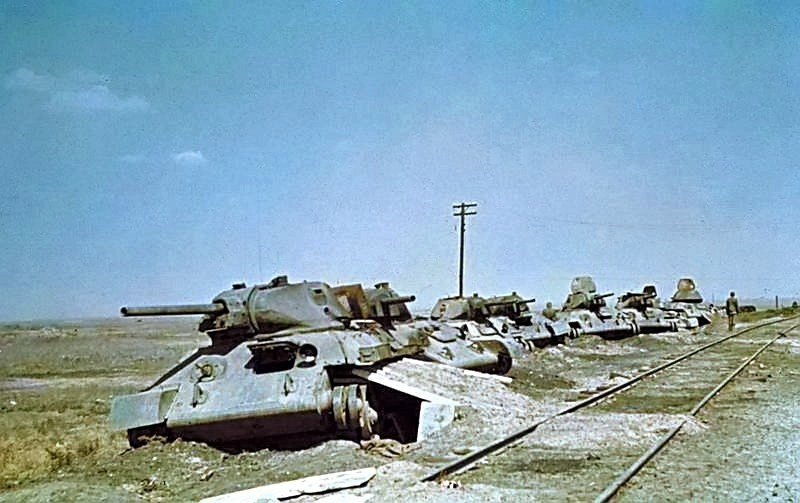
ヴォロシーロフカ＝スターリングラード付近で放棄されたT-34/76（1942年6月21日）

1942年6月30日、オリョールで旅団の最初の戦闘が行われた。ムラフスキー・シュリャフ村（リーヴヌィ付近）での戦闘では、ソ連邦英雄であるイヴァン・リュブシュキン親衛中尉が戦死した。鉄道駅付近ではアレクサンドル・ブルダ率いる大隊部隊が空爆に見舞われている。鉄道に沿って進軍していた大隊は、同時に側面からドイツの対戦車砲を浴びた。大隊は駅のホームから直接反撃を加え、ドイツを退かせて優位に立った。この戦闘に参加していたアナトリー・ラフトプーロの回想では、以下のように言及されている。
リュブシュキンは合計で20両の戦車や自走砲を撃破した。
1942年7月1日から9月7日まで、第1親衛戦車旅団は第1戦車軍団の構成部隊として、ヴォロネジ付近のブリャンスク戦線で第13軍と第38軍の帯同で防衛戦を繰り広げた（ヴォロネジ＝ヴォロシーロフグラード作戦）。中でもオピトノエ・ポレ (Опытное поле)やユジノ、ヴェレンカ、ムラフスキー・シュリャフなどでは特に激しい戦闘となった。7月にはヴォロネジで旅団の工兵中隊（V・E・イワシェンコ指揮）が戦車の修理に当たり、80両が戦線に復帰している。
戦車が復帰した旅団は一転、レビャジエ、ロモヴォ、ソモヴェなどで攻勢に出た。8月12日から8月17日にかけて、戦車部隊はルブツォヴォ=コヴェチエを攻撃しリペツクのドイツ部隊の壊滅を図った。この戦いの最中、旅団司令官のチューヒンが病気により退任したため、新たにウラジーミル・ゴレロフ中佐が司令官に就いている。

### カリーニン戦線での戦闘
1942年9月、カリーニンでカトゥコフが第3機械化軍団を組織した。第1親衛戦車旅団は9月18日にこれに加わっている。旅団はカリーニン戦線に移動し、第一次ルジェフ＝スィチョーフカ攻勢では激戦区に動員された。冬、森林地帯や湿地帯などで枢軸国陣営の激しい航空攻撃に曝されながらも、ベールイ、ヴェリーキエ・ルーキ、ネリドヴォ付近の要点を押さえた。
一連の戦いの最中、アレクサンドル・ブルダ率いる部隊がドイツ軍に包囲された騎兵部隊の救出に成功している。
カリーニンで行われた雪中での戦闘により、旅団は264人を失った。1942年12月22日のボリショエ・ボリャチノにおける戦闘では、旅団で最も優れた整備士と評される、モスクワ近郊の戦闘の英雄アレクセイ・ディビンが戦死した。さらに、12月23日のヴェレンスタの戦闘では、KV-1の車長を務めていたジュマシュ・ラフメトフ親衛上級中尉が戦死したが、彼はこの時までに戦車を11両撃破していたエースだった。カリーニン戦線における旅団の状況については、戦後の回顧録にも記されている。
1943年2月、第3機械化軍団麾下の第1親衛戦車旅団は400km移動して北西戦線に移り、北極星作戦に加わった。第三次ハリコフ攻防戦に参戦するもソ連の敗北に終わったため、1月で北西戦線を離脱している。
1943年3月5日、ハリコフ州ロゾバヤでドイツ軍が反撃に出ると、T-34の車長を務めていたソ連邦英雄エフゲニー・ルッポフが負傷し、ロゾバヤ駅付近でドイツの捕虜となった。彼は1945年にアメリカにより解放されて本国へ送還されたが、帰国後第5予備狙撃師団の特別試験をクリアしたため、同年より予備役として復帰した。
|                                                                           |                                                                    |
| ハロードナヤ・ゴーラ付近を移動するドイツ武装親衛隊のIV号戦車（1943年3月） | ハリコフの都市にて、鹵獲したティーガーIを動かすソ連兵（1943年3月） |

### クルスクの戦い
1943年の春、カトゥコフはスタフカの要請に従い、第1戦車軍を組織した。第1親衛戦車旅団の属する第3機械化軍団もこれに加わった。3月、旅団はヴォロネジ戦線に移動した。第1戦車軍はイワン・チスチャコフ率いる第6親衛軍の後衛として、オボヤニ方面でクルスクの戦いへの準備に取り組み始めた。

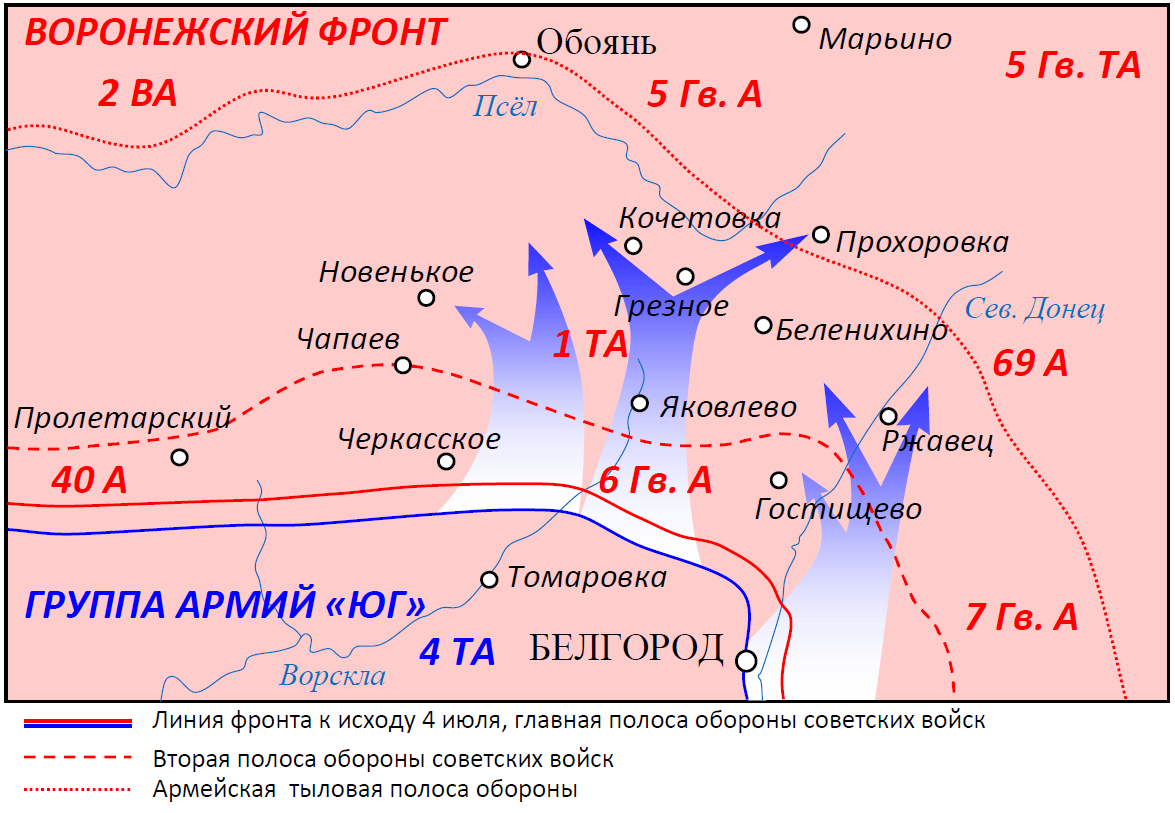
第2SS装甲軍団の進軍先にはヤコヴレヴォ（Яковлево、地図中央）が位置していた

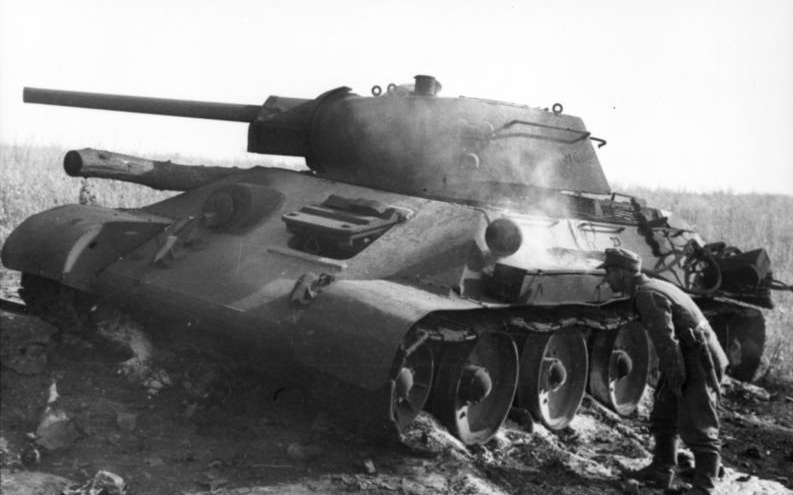
ポクロフカにて、撃破されたT-34を検分するドイツ兵（1943年6月）

1943年の夏、第1親衛戦車旅団はクルスクの戦いに参戦した。旅団司令官はウラジーミル・ゴレロフ親衛大佐が、第1戦車大隊司令官はニコライ・ガヴリシュコ親衛大尉が、第2戦車大隊司令官はS・ヴォフチェンコ親衛大尉が務めた。
7月5日、第1親衛戦車旅団はベルゴロド州ヤコヴレヴォにて、第2SS装甲軍団麾下の第1SS装甲師団と交戦状態に入った。7月6日、ヤコヴレヴォ付近で約80両のドイツ軍戦車がヴォフチェンコ率いる第2戦車大隊の下へと進軍したが、この時、上空には最大70機のドイツ空軍機が飛来していた。大隊は待ち伏せていたドイツ軍戦車を襲撃したため戦闘となったが、この戦いで小隊を指揮していたヴァルデマル・シャランディン親衛中尉が戦死している。彼は2両のティーガーIともう1両他の戦車を撃破したが、その際彼が搭乗していたT-34も被弾した。しかし彼は、他のティーガーIも撃破するために燃え盛る戦車に引き返したとされる。他の小隊で指揮を執っていたユーリイ・ソコロフ (Соколов, Юрий Михайлович)親衛中尉は最後まで戦い抜いた。彼が残した手記には、ニコライ・ネクラーソフの一節から引用した「大切なことはただ一つ、人民と祖国を愛すること、それらに心と魂を捧げて奉仕すること。」の一文が記されていた。ゲオルギー・ベッサラボフ親衛上級中尉が待ち伏せていた地点には、およそ100両のドイツ戦車が向かっていた。戦車を至近距離まで引き付けた後、彼は3両のティーガーIと2両の中戦車を撃破した。大隊を指揮していたヴォフチェンコは途中で負傷したため、後任にはアレクサンドル・チトコフ大尉が就いている。
1943年7月7日、ソロンツィにおいて100両のティーガーを含む400両のドイツ戦車が、第1機械化旅団（I・V・メリニコフ大佐指揮）、第3機械化旅団（アマザスプ・ババジャニャン大佐指揮）、第10機械化旅団（I・ヤコヴレフ大佐指揮）、第1親衛戦車旅団（ウラジーミル・ゴレロフ親衛大佐指揮）、最高司令部予備第14戦闘駆逐旅団（I・ザボーチン大佐指揮）などに戦闘を仕掛けた。ドイツの第3SS装甲師団は3度にわたって第1親衛戦車旅団に攻撃を加え、その日のうちにポクロフカを制圧した。第1親衛戦車旅団の兵士は、戦闘中自身が撃破した戦車の識別に努めた。特にイヴァン・クリディン中尉が指揮する戦車中隊は、ティーガーIを10両含む28両の戦車撃破を記録した。
その他、ニコライ・ガヴリシュコ大尉が指揮していた旅団の第1戦車大隊も大きな戦果を上げている。彼の大隊は、1943年7月5日から9日にかけて33両のドイツ戦車を撃破した。そのうち10両がティーガーIであり、それ以外に15門の火砲、23台の自動車と最大で720人のドイツ軍将兵を破っている。ヴェルホペニエではV・カリンチュカ親衛少尉が2両のティーガーIを撃破した。その際に彼の搭乗するT-34が被弾し、彼自身も負傷したが、燃えさかるT-34を駆ってさらにもう1両戦車を撃破している。ウラジーミル・ボチコフスキー率いる戦車中隊は、イヴァン・カリュジニイなどとともに統率のとれた行動を取り評価された。
第1親衛戦車旅団は1週間にわたり、他のソ連部隊とともにドイツ軍の戦車部隊を阻み続けた。ソ連側の資料によると、5日間の戦闘で第1親衛戦車旅団は94両の戦車（うち30両がティーガーI）に損害を与えたほか、24両の戦車（うち5両がティーガーI）、28門の火砲、8機の航空機、1,500人ものドイツ将兵を撃破したとされている。
7月16日に第1親衛戦車旅団は戦線を離脱。8月2日に人員や資材の補充を行った後、第8機械化軍団の先駆けとしてクルスク南部でドイツ軍と交戦状態に入った（ルミャンツェフ作戦）。

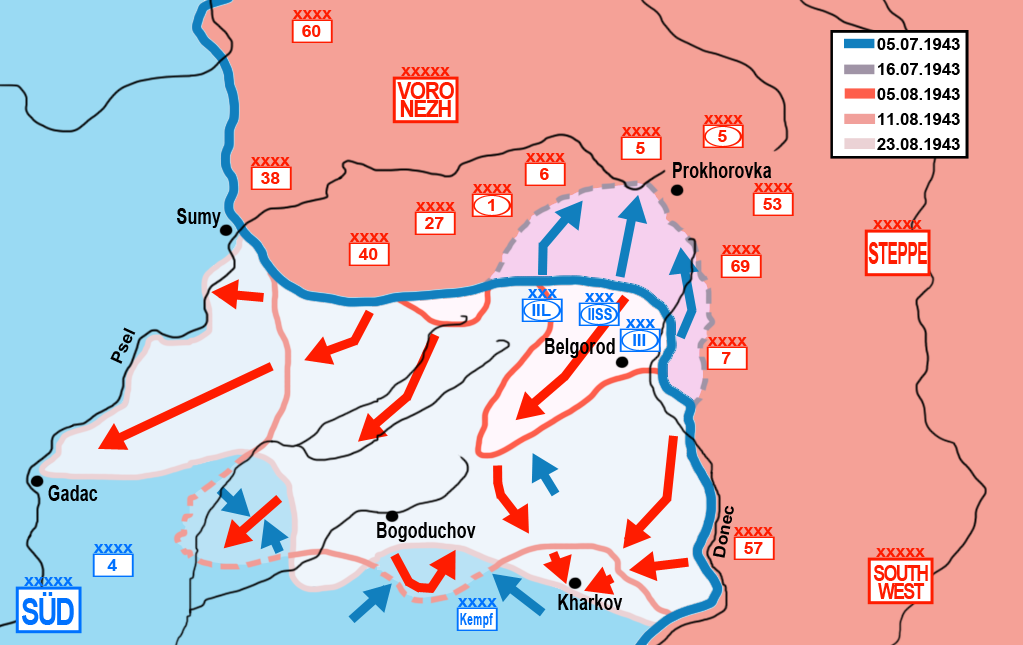
ルミャンツェフ作戦における戦線の変化

8月3日の早朝、第1親衛戦車旅団は第142、第112戦車旅団とともに18kmを移動し、ドイツ軍の正面から突破口を開こうとした。ボリソフカ＝ベッソノフカを結ぶ幹線道路に沿って進軍したソ連側の動きは、ドイツ軍に混乱を引き起こした。同日、戦車中隊のウラジーミル・ヴドヴェンコがドイツの戦車部隊を攻撃し、4両に火災を発生させ、ティーガーIを1両撃破する戦果を上げている。翌日にはドイツ軍の車列を破壊している。
8月6日の夜、第1大隊はオドノロボフカ駅を拠点に、ボリソフカ＝ハリコフ間の鉄道と幹線道路を遮断した。第2大隊はアレクサンドロフカ駅に向かった。さらに軍を進めたため、旅団はドイツ軍の反撃を繰り返し受けたが持ちこたえ、コヴャギ駅に拠点を移してハリコフ＝ポルタヴァ間の輸送路の遮断に成功している。旅団の作戦遂行中、戦車や火砲、航空機までもを巻き込んだ激しい戦闘が起こった。なかでもコミンテルンに因んで命名された州の農村地域はどのような事情があろうとドイツに占領されるなどあってはならないことであったため、特に熾烈な防衛戦が展開された。
8月8日、第1親衛戦車旅団の中隊司令官ヴドヴェンコ親衛上級中尉の戦車が被弾し、彼は車内で火災に巻き込まれ戦死した。同日、ゲオルギー・ベッサラボフ親衛上級中尉はデュホフ親衛中尉、リトヴィノフ親衛中尉などを伴って偵察部隊を組織した。コヴャギ駅付近では、ニコライ・ガヴリシュコとS・ヴォフチェンコが主力から孤立した彼らの部隊の指揮を取ることに努めた。N・ニジニク親衛上級中尉は、ドイツの機関車を砲撃し、撃破した。5両を指揮下に置くS・ヴォフチェンコはドイツ軍に包囲されていたが、5両のティーガーIと3両の中戦車を撃破する戦果を上げた。その他、キレーエフ親衛中尉は操縦手兼整備士のチャロフとともに2両のティーガーIを撃破し、10両の中戦車による攻撃を退かせてさらに2両の戦車を炎上させた。
1943年10月23日、クルスクでの奮闘ぶりを評価された第1親衛戦車旅団には、ソビエト連邦最高会議幹部会令によりレーニン勲章が与えられた。これは旅団が初めて受章した勲章である。また、クルスクでの戦闘により戦死したヴァルデマル・シャランディン中尉は、1944年1月10日にソ連邦英雄称号が追贈された。同月、それまで旅団が所属していた第3機械化軍団が第8親衛機械化軍団に改称された。
|                                                               |                                            |                                      |
| ツィタデレ作戦発動により移動するドイツの戦車（1943年6月21日） | 戦闘を行うドイツのティーガーI（1943年7月） | クルスク付近で撃破されたドイツの戦車 |

### ウクライナ解放
1943年9月、第1戦車軍の一部隊としてヴォロネジ戦線に加わっていた第1親衛戦車旅団は、短期間最高司令部予備に転属となった。11月、2ヵ月ほどで最高司令部予備から第1ウクライナ戦線へ移された旅団は、新たに発動された攻勢作戦であるジトーミル＝ベルディーチェフ攻勢に主戦力として参戦した。この時までに旅団の戦力が補充され、G・ブトフ親衛上級中尉が率いる第3戦車大隊も加わった。
12月、第1親衛戦車旅団はウクライナのジトーミルやヴィニツィアなどの地域を解放するため、戦闘の火ぶたを切った。12月24日の朝、第78親衛狙撃師団と第100狙撃師団がドイツの防衛線を破り、第1親衛戦車旅団は第8親衛機械化軍団の先陣を切ってカザーティンにある突破口へ突入した。
第1親衛戦車旅団の先頭をいくのはゲオルギー・ベッサラボフ親衛中尉とエフゲニー・コスティリョーフ親衛大尉が指揮を執る2つの戦車部隊だった。12月25日の朝、コスティリョーフの部隊はコルニン地域を流れるイルピン川を渡河し、旅団の主力部隊が到着するまで橋頭堡の防衛に努めた。同日、彼の部隊はツルボフカに拠点を置いていたドイツ軍部隊を一掃している。旅団の主力部隊はこの位置からノーヴァヤ・グレブリャ (Новая Гребля)村を解放し、夕方にはリプキ北部に続く鉄道に沿って第25装甲師団を撃破、キロフカやロゾヴィキなどの居住地を占領した。さらにその日の夜、ドイツ軍の混乱に乗じて、ウラジーミル・ゴレロフ親衛中佐とニコライ・ガヴリシュコ親衛大尉率いる旅団の戦車11両が、キエフ地域やポペリニャの駅周辺域なども占領している。
12月27日、第1親衛戦車旅団の第1戦車大隊がヴォイトヴィツィの集落を、第3大隊がソキリチャを押さえた。12月28日から29日にかけ、第19装甲師団と第20機械化師団の後方部隊を撃破した旅団は、マハルディンツィ駅を奪取してカザーティン東部へ進軍し、鉄道駅などを占領した。なお、29日のカザーティンでの戦闘でゲオルギー・ベッサラボフ親衛上級中尉が戦死したが、彼は通算12両の戦車を撃破したエースであった。
1944年1月4日から5日にかけて、旅団はリポヴェツの鉄道駅とテルマン名称国営農場を占領した。1月6日の夜、8両のT-34（N・ニジニク親衛上級中尉指揮）がヴィニツィア州のイリンツィを含むいくつかの居住地を解放し、ソブ川を渡河した。
1月、旅団はツィヴロフ、ジュメーリンカ、ジューコフツィを襲撃した。1月9日から10日にかけて、V・M・ゴレロフは10両のT-34と付属の自走砲を率いて敵の後方を60kmにわたって攻撃し、南ブーフ川にいたドイツ軍を破っている。その後、ドイツ軍司令部が予備兵力を置く主要道路の分岐点であるジュメーリンカより、南東5kmにあるノヴォ＝ペトロフスクへ移動した。ジュメーリンカ市内には100両以上のドイツ戦車が集っていた。ゴレロフは、上層部との連絡がつかないため、旅団司令官の判断としてジュメーリンカへの攻撃を決定した。ここでドイツ軍を足止めしたため、予備兵力が東部へ移送されるのを1日遅延させることに成功している。旅団は3個歩兵師団を相手に交戦し、飛行場を破壊した後、包囲網から脱出した。
第1親衛戦車旅団は1943年12月24日から1944年1月16日までの間に、戦車78両、自走砲29門、火砲93門、装甲車両29両、貨物運搬車900台以上を撃破し、将軍1人を含む500人以上を捕虜としている。旅団側は29両の戦車を失った。なお、工兵部隊によって69両の戦車と数十台の軍用車両が戦闘中に修復されている。
1944年2月、第1親衛戦車旅団は短期間第1戦車軍の予備部隊に下げられた。その後ズバラジへ向け200km進軍し、プロスクーロフ＝チェルノフツィー攻勢で戦線に復帰した。3月20日より、第1ウクライナ戦線の各部隊は西部ウクライナ解放に向けた作戦を開始した。旅団はドニエストル川に展開するドイツ軍の後方部隊に攻撃を加え、チェルトコフを解放して本隊到達まで守り抜いた。
3月21日の早朝、第1親衛戦車旅団の第1、第2戦車大隊は、ドイツの第359歩兵師団の抵抗を退けてタルノーポリ付近の防衛線を突破した。春の雪解けの中で、旅団はテレブナ川を強行渡河し、その日のうちにコズイェフカを占領すると、翌朝には地区中心部とトレンボウリャの鉄道駅を急襲して制圧した。イヴァン・クリディン上級中尉率いる第1大隊は、北西からコピチンツィに接近し、第17装甲師団の車列を捕捉した。V・V・ボチュコフスキー率いる第2大隊は、コピチンツィ＝チェルトコフ間を結ぶ幹線道路を遮断した。
激戦の末にコピチンツィを解放した旅団は、3月23日の早朝、ドニエストル川およびウクライナ国境周辺地域に残る敵の抵抗拠点であるチェルトコフへ向かった。ゴレロフは、防衛のため重戦車部隊を先に町へ派遣し、続く部隊は敵の反撃が予想される東部地域で陽動作戦を発動して、主力部隊をもって北部方面から敵を攻撃する決定を下した。
コスティリョーフ率いる戦車中隊が、高速度で東部地域へ侵入して陽動作戦を発動している間、クリディンやシリク、ヴェリョーフキン、シヴァシュ、ムシヒンらの車両は山の斜面を下って北部方面へ回り込んだ。アレクサンドル・デグチャレフのT-34が、落橋に失敗し炎上するセレト川の橋を渡って最初にチェルトコフへ侵入した。混乱するチェルトコフでの戦闘によって、カバルド・カルダノフ親衛中尉とアレクサンドル・デグチャレフ親衛少尉が戦死している。最終的に、旅団はチェルトコフの占領に成功した。
この戦いにおける活躍によって、第1親衛戦車旅団には「チェルトコフスカヤ」の名誉称号が与えられ、以下の3人の戦車兵にソ連邦英雄称号が贈られている。
- 戦車大隊副司令官ウラジーミル・ボチコフスキー（ロシア語版）親衛大尉[82]
- 戦車大隊司令官ニコライ・ガヴリシュコ（ロシア語版）親衛少佐[77]
- 戦車小隊司令官カバルド・カルダノフ（ロシア語版）親衛中尉（追贈）[83]

カトゥコフは、旅団司令官のゴレロフについて、「第1親衛戦車旅団は司令官に恵まれていた。ゴレロフは若いにもかかわらず経験豊富で毅然と振る舞い、機知に富んだ司令官だった。私はいつもゴレロフを戦闘の重要局面に送り込んでいたが、それに理由がないわけではなかった。」と振り返っている。

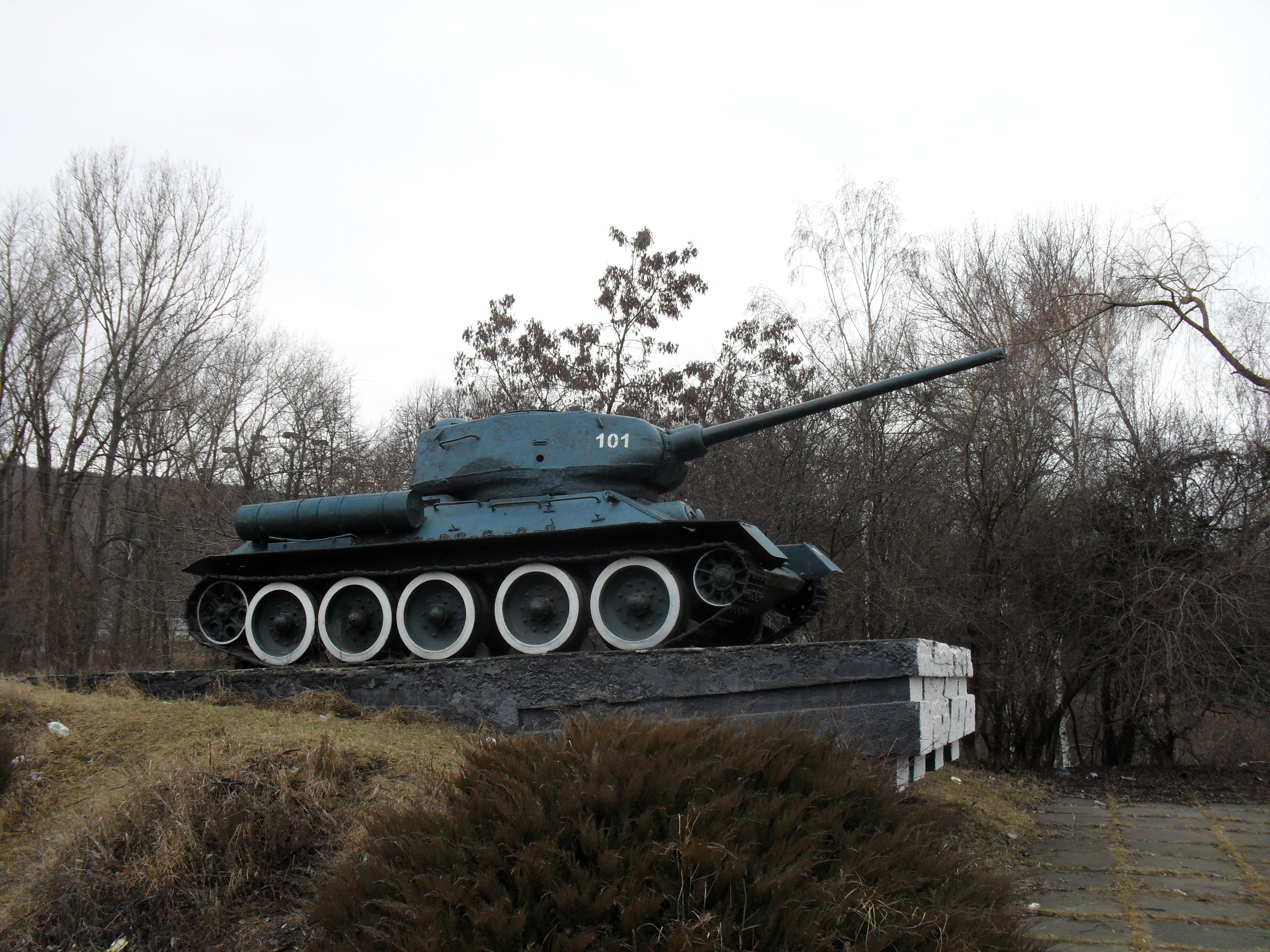
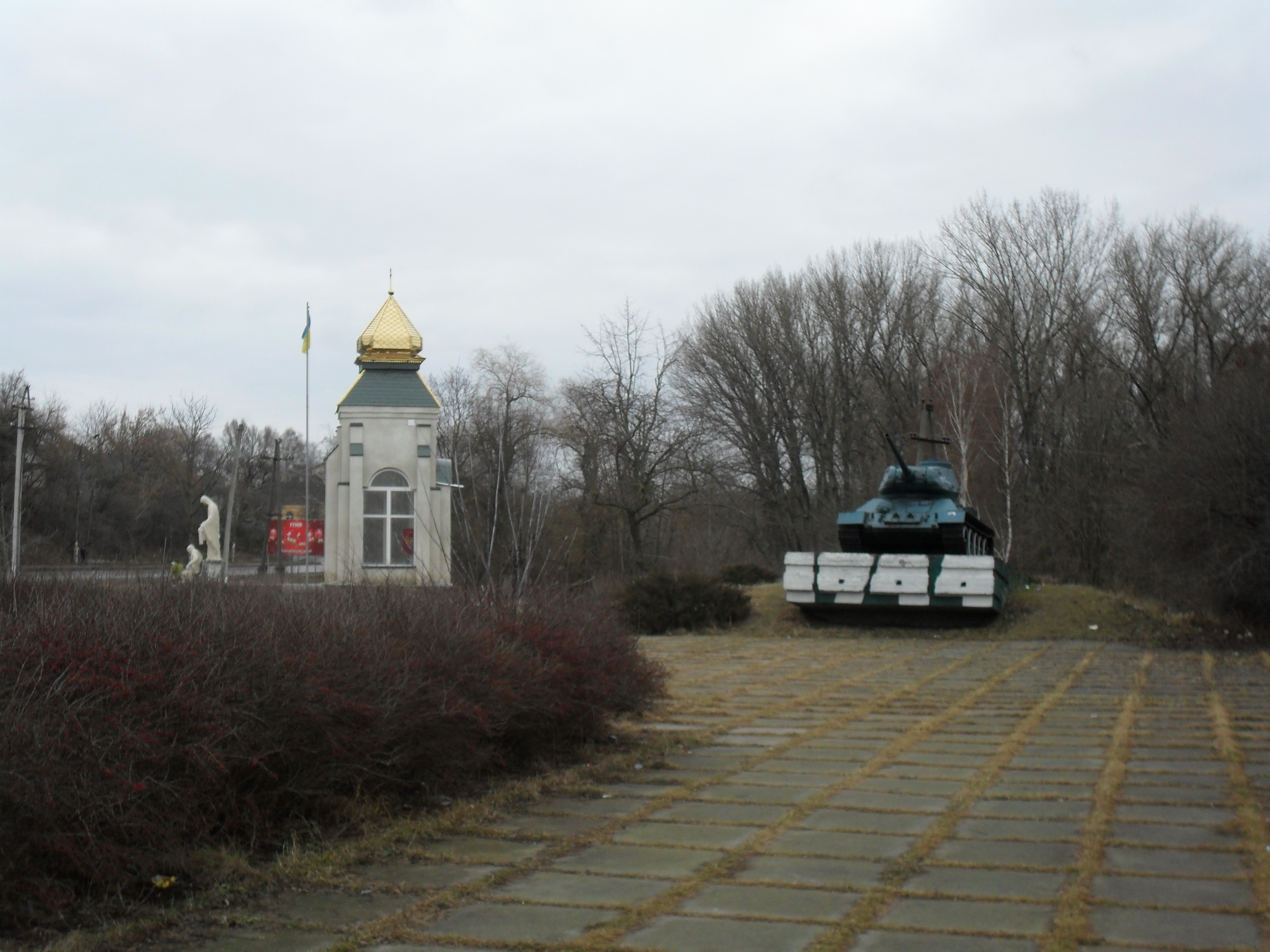
チェルトコフに設置されているモニュメント

同日、南西方面でも急速な攻勢が展開された。第7装甲師団および第1SS装甲師団の貨物を積んだ列車を制圧し、ヤゲリニツァとヴァルヴァリンツィの駅を占領した旅団の分遣隊は、ウスチェチコ村郊外のドニエストル川沿岸へ向かった。ドニエストル川に架かる橋は爆破され落橋していたため、クリディン親衛上級中尉率いる部隊が渡河可能な浅瀬を探した。クリディンはその最中、偵察のため戦車から離れたときに被弾し、戦死している。
3月25日、ガヴリシュコ親衛大尉率いる15両のT-34がドニエストル川を渡河し、同日中にゴロデンカの町を占領した。ゴロデンカでは、300人の捕虜に加えて、製糖工場および砂糖を積載した運搬車500台を制圧している。
3月27日、ボチュコフスキー親衛大尉率いる7両のT-34がチェルナーツィン、ソロキ、フヴォジディエツを解放し、チェルニャヴァ川を渡河してドイツ軍の拠点であるプリカルパチアのコロミヤに接近した。しかし、敵部隊や兵器が潤沢なこの町をすぐ占領することはできなかったため、旅団司令官のゴレロフは第1戦車大隊から4両の戦車を派遣した。
3月28日未明、迂回したボチュコフスキーの増援部隊は、敵の激しい抵抗を破ってコロミヤを占領し、セレト川における渡河路を確保した。このとき、ドゥホフ、カタエフ、イグナチェフ、シャルライ、ボリシャコフ、ヴェルホヴェンコなどの隊員が勇敢に戦い、作戦を成功に導いた。1944年4月8日、コロミヤでの戦功が評価された第1親衛戦車旅団には、ソビエト連邦最高会議幹部会令により2等ボグダン・フメリニツキー勲章が授与された。また、戦車指揮官アンドレイ・イグナチェフ親衛少尉と戦車砲塔指揮官アンドレイ・ゼムリャノフ親衛軍曹がソ連邦英雄に列せられた。作戦を遂行したボチュコフスキー親衛大尉には、ソビエト連邦軍最高総司令官から公式命令が下された。
コロミヤ解放後はすぐさまスタニスラーウ（現イヴァーノ＝フランキーウシク）へ移動したが、ここはかつて第1親衛戦車旅団の古参兵たちが戦争を始めた場所である。3月29日、旅団の第1戦車大隊は敵の援護部隊を打ち破り、地区中心部とナドヴォルナヤ駅を占領した。また、ボゴロドチャヌィ郊外では、1000台にもおよぶドイツ軍の車列を制圧している。コロミヤから移動してきた第2戦車大隊との合流後は幹線道路を進み、3月30日の夕方までにスタニスラーウ南部へ到着した。
最大で20両ものティーガー重戦車、自走砲、要塞化されたトーチカなどで守り固められたスタニスラーウでは、旅団部隊侵入後に激しい戦闘となった。特に3月31日は市街地で一晩中激戦が続き、ドゥホフ率いる戦車小隊が、戦車3両、火砲4門、車両40台を撃破する戦果をあげた。しかしながら、ティーガー2両との戦いでは苦戦を強いられ、ドミトリー・シリク親衛上級中尉、ユーリー・ヴェリョーフキン親衛中尉、機械技師・操縦士のドミトリー・コチュベイら多くの隊員を失っている。明け方にはドイツ空軍の航空部隊による対戦車攻撃も開始されたため、第1親衛戦車旅団はスタニスラーウからの撤退を余儀なくされた。
3月に行われた11日間の攻勢で、旅団の移動距離は約300キロメートルに及び、9つの都市を含む250あまりの集落をドイツ軍から解放する結果を残した。カルパチア山脈の麓やソ連の南西部国境地帯におけるドイツ軍との一連の戦闘で、模範的な指揮を執ったことを評価された第1親衛戦車旅団は、1944年4月18日にソビエト連邦最高会議幹部会令により赤旗勲章が授与された。
4月5日から5月12日にかけて、旅団はスタニスラーウ以南の他の部隊とともに、失地奪還を試みるドイツ軍部隊からの領土防衛に徹した。ヴャコフやマリーンの戦車小隊を中心に果敢に奮戦したが、4月17日にマクシム・ムシヒン親衛少尉を、4月24日に戦車エースのエフゲニー・コスティリョーフ親衛上級中尉を相次いで失っている。

### ポーランドでの戦闘
一連の戦闘が終わると、旅団は予備部隊へ配置換えとなった。5月には第11親衛戦車軍団麾下となり、従来の偵察中隊に代わって偵察小隊が組織された。6月1日、第2戦車大隊司令官にウラジーミル・ボチコフスキーが任命された。
1944年7月上旬、旅団はリヴォフ＝サンドミール作戦に加わるため、スタニスラーウ州オベルティン地区からドゥブノ地区へ進軍した。このとき、旅団は付属する第400親衛自走砲連隊、第405親衛高射砲師団、2個砲兵連隊、第15舟橋大隊、第133親衛工兵大隊および中隊とともに、軍団の先遣部隊を構成していた。
7月14日、軍団の先遣部隊がシプコフシシナ付近でドイツ軍と交戦状態に至った。絶え間ない攻撃でドイツ軍の防衛線を破った軍団は、7月18日にポリツク市を、翌19日にはブク川周辺地域を制圧し、ソ連＝ポーランド国境付近に迫った。一連の戦闘では、旅団の戦車兵としてティシシェンコ、ベリャエフ、ジュマベコフ、イリイン、ヴァクレンコ、モセルチュクが、工兵としてシャマルディンが主に活躍した。第1戦車大隊はさらに攻勢を継続し、リュビチャ＝クルレフスカの町を解放した。7月24日、ニェレプコフィツィ付近でサン川を渡河した軍団は、第21自動車化狙撃師団とともに、旅団の第1戦車大隊がキセリョーフとオジャニスクを奪還した。あわせて、ヤロスラフより西の幹線道路2本と鉄道路線1本を分断した。
7月29日、旅団は西部方面へ急速に進軍し、ヴィスワ川沿岸のツァグナユフおよびバラヌフ＝サンドメルスキーに移動した。翌日、旅団の自動車化狙撃部隊はヴィスワ川を渡河し、橋頭堡を確保した。7月31日、舟橋を利用して戦車部隊も次々に渡河し、ヴィスワ川西岸のスロニュフで防衛線を展開した。
8月20日まで、旅団はサンドミール橋頭堡で奮戦した。一連の戦闘ではペトルークやコトフなどが活躍し、旅団の戦車中隊長ビャコフはティーガー1両、エレファント2両を撃破する戦果をあげた。7月14日から8月20日の間に、旅団は400キロメートルを移動し、3本もの河川を越えて転戦した。作戦中、旅団司令官のゴレロフ親衛大佐が負傷によって第8親衛機械化軍団の副司令官に転属となったため、短期間ではあるがヴェニアミン・ミンドリン親衛大佐とアレクサンドル・ボロディン親衛大佐が旅団司令官を拝命している。9月25日以降は、ハルハ河の戦闘への参戦経験があるアブラム・テムニク親衛大佐が、旅団司令官を務めることになった。
8月10日、ドイツ軍との戦闘において模範となる指揮を執り、プシェムィシル市とヤロスラフ市を攻略した第1親衛戦車旅団の功績を称え、ソビエト連邦最高会議幹部会令により2等スヴォーロフ勲章が授与された。
8月末、旅団はリヴォフ州のネミロフ市に入城し、そこで新たな人員と装備を補充した。戦車部隊には、最新の85ミリ戦車砲を搭載したТ-34-85が配備された。9月に入ると、第1親衛戦車軍は予備部隊に転属となり、11月からは第1白ロシア戦線に編入された。
1945年、旅団はヴィスワ＝オーデル攻勢に加わることになった。1月15日にマグヌシェフ橋頭堡を拠点として突破口を開くと、わずか2日間で200キロメートル以上の距離を移動し、ポーランド国内の多くの集落をドイツ軍から解放した。アンドラニク・マヌキャン親衛大尉は、斥候部隊を駆使してツェツィリュフカ村（現ポーランド・ヴァルカ南部）付近で敵の後方に侵入し、ドイツ軍将校を捕虜にとって旅団司令部に引き渡した。2日後、斥候部隊はエジュフの岬（現ポーランド・ウッチ東部）を制圧し、本隊が合流するまでその地を守り抜く活躍を見せた。1月18日には、ポッデンビナ（現ポーランド・トゥシン）の駅で駅長を拘束し、ドイツ軍列車の運行情報を聞き出すことに成功している。

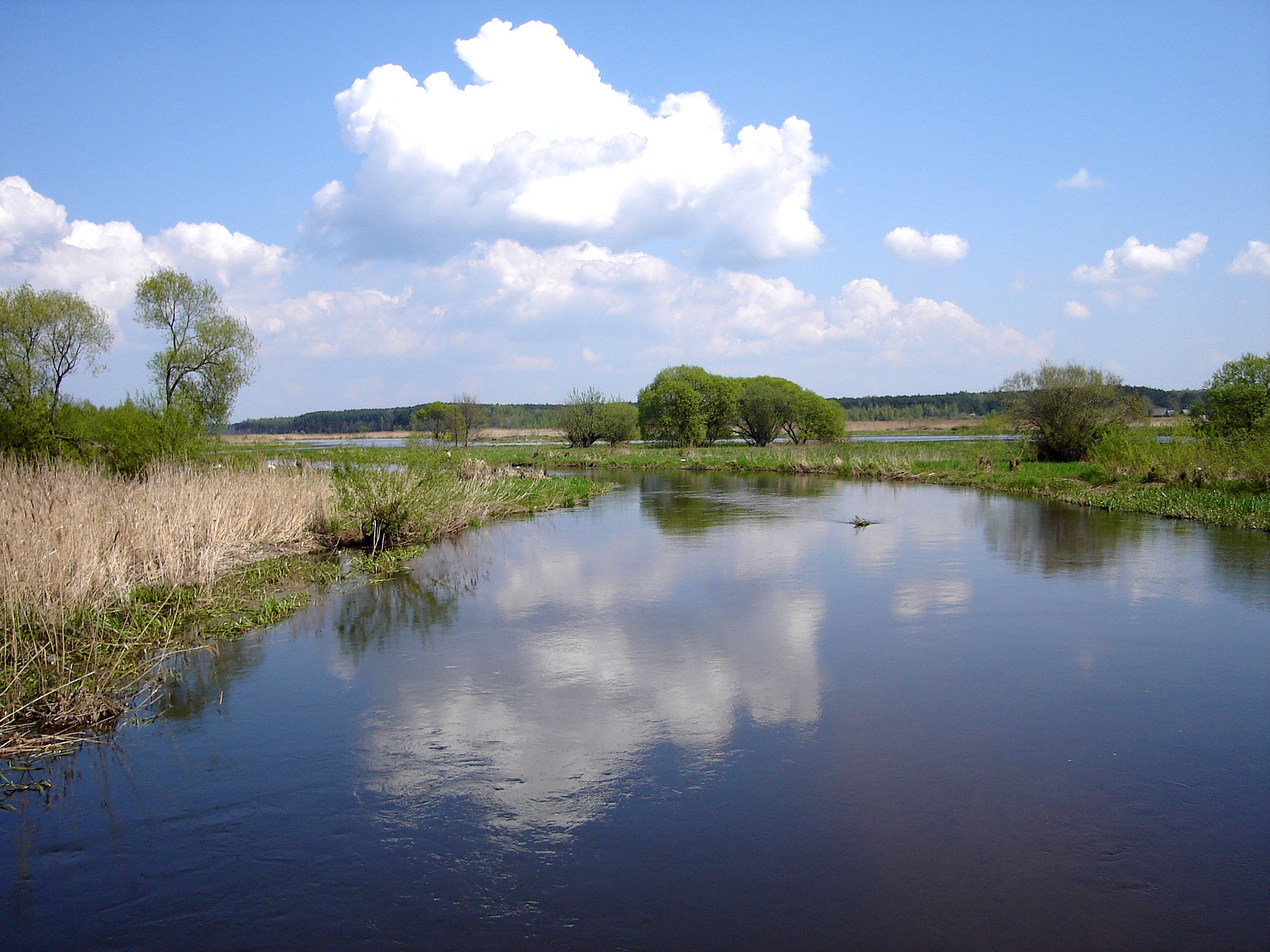
ピリツァ川

1月16日、イヴァン・ゴロヴィン親衛上級中尉率いる戦車中隊は、ノヴェ＝ミアスト＝ナト＝ピリツォン郊外のピリツァ川を真っ先に渡河し、敵が川の西岸に築いた防御陣地を制圧して、これが敵の手に落ちることを防いだ。。戦後記された回想録によれば、駅では40両以上の貨物列車（そのうち1両にはティーガー戦車が積載されていた）が停車し、軍用飛行場では輸送機が離着陸している、誰も予想しないタイミングで旅団の戦車は町に侵入した。戦車部隊がプラットホームに向けて砲撃を始めると、停車中の列車は町を離れようと動き出した。これを防ごうとしたウラジーミル・ボチコフスキーの命令によって、アレクセイ・ドゥホフ親衛中尉、ボンダル親衛少尉、ボリシャコフ親衛中尉の操るT-34が最高速度で先頭車両に追いつくと、ボンダル車両の操縦手は全速力で走る蒸気機関車に土堤の上から突っ込んで横転させた。他の戦車も、町からの避難を図った列車全てを停車させることに成功した。
ピリツァ川を越えて西岸の橋頭堡を防衛した勇気と英雄的行動が評価され、一連の戦闘の後、以下の7人の戦車兵にソ連邦英雄称号が贈られた。
- 戦車小隊司令官ヴャチェスラフ・ベリャエフ（ロシア語版）親衛上級中尉[90]
- 戦車指揮官アレクセイ・ボドロフ（ロシア語版）親衛少尉（追贈）[91]
- 戦車中隊司令官イヴァン・ゴロヴィン（ロシア語版）親衛上級中尉[92]
- 戦車中隊司令官アレクセイ・ドゥホフ（ロシア語版）親衛上級中尉[93]
- 戦車大隊司令官ウラジーミル・ジューコフ（ロシア語版）親衛少佐[94]
- 戦車指揮官ウラジーミル・テゲンツェフ（ロシア語版）親衛少尉[95]
- 機械技師・操縦士アレクサンドル・チホミロフ（ロシア語版）親衛上級軍曹[96]

1月22日、旅団はポーゼン東部の郊外に移動した。旅団は市街戦に参戦せず、迂回して敵の通信を妨害しながらヴァルタ川を渡河して、1月26日にドイツ＝ポーランド国境の町であるケーブニツとノイドルフに到着した。1月28日の夜、オブラ川を突破すると勢いそのままに敵後方へ突入し、ボムスト、ラゴフ、ケムナートの防衛部隊を打ち破って2月1日にはフランクフルト・アン・デア・オーダーまで進軍した。17日間の戦闘で、旅団はヴィスワから700キロメートルの道のりを移動している。この時点で、もはやベルリンまでは70キロメートルしか離れていなかった。
しかし、急遽増援部隊を投入し、航空機や砲撃による支援を受けて反攻に打って出たドイツ軍の前に第1親衛戦車旅団は退くしかなかった。政治将校であるアントン・ルージン中佐はこのときの戦闘で戦死し、かつての旅団司令官であるゴレロフも少し前にポーゼン近郊で戦死している。ソ連邦英雄であるボチコフスキーが指揮する第2戦車大隊はその中であっても模範的な行動をとり、ドゥホフ親衛上級中尉やゴロヴィン親衛上級中尉の戦車中隊やローゼンベルク、フョードロフ、ペトルークの各中隊が活躍した。第1親衛戦車旅団の偵察主任であるアンドラニク・マヌキャン親衛大尉と、戦車小隊司令官であるユーリー・スヴャシシェンコ親衛中尉には、ソ連邦英雄称号が贈られている。
一連の戦闘で、旅団は32両（18両が炎上、14両が撃破）の戦車を喪失した。ソ連側の資料によると、敵の損失は戦車60両、航空機76機、火砲218門、対戦車砲187門、迫撃砲192門、車両1500台、兵士・将校9000人以上であり、ソ連陣営は航空機17機、車両2877台、火砲204門、貯蔵庫49ヶ所、捕虜3万人以上を奪い取ったとされる。
1945年4月5日、第1親衛戦車旅団はブランデンブルク県侵攻の際に、司令部の任務を模範的に遂行して勇気を示したことが評価され、ソビエト連邦最高会議幹部会令によって2度目のレーニン勲章が授与された。
1945年2月、ドイツ軍の捕虜で3度目の脱走に成功した、アメリカ軍のジョセフ・ベイル軍曹が旅団の第1戦車大隊のもとにやってきた。副官のアレクサンドラ・サムセンコ親衛大尉はベイルの後方への移送を提案したが、本人による説得もあって、赤軍とともに戦うこととなった。戦車大隊にはアメリカのM4中戦車も配備されており、ベイルとの共闘が十分に生かされた。ベイルは、アメリカとソ連の両国で戦った唯一の軍人とされ、2008年から2011年まで在ロシアアメリカ合衆国大使を務めたジョン・ベイルの父親でもある。別の部隊で戦車部隊を指揮していた旅団の連絡将校であるサムセンコは、3月3日に戦闘中の負傷によって戦死している。
|                                                                  |                                                             |
| ヴィスワ＝オーデル攻勢において、ソ連の戦車部隊が町に入城する様子 | ISU-122に搭乗するソ連の自走砲隊員を歓迎するウッチの住民たち |

### ドイツ本国への進軍
1945年2月末、カトゥコフ率いる第1親衛戦車軍は、北部ポンメルンにおけるドイツ軍の防衛戦力を切り崩してバルト海へ到達するという、新たな任務を受領した。このため、第1親衛戦車旅団はオーデル川からノイヴェーデル（現ポーランド・ムルフ市シフィエンチニ）へ抜け、3月1日より付属部隊とともに、沼地や森林地帯、要塞や地雷原を突破して5日間で北へ100キロメートル移動した。

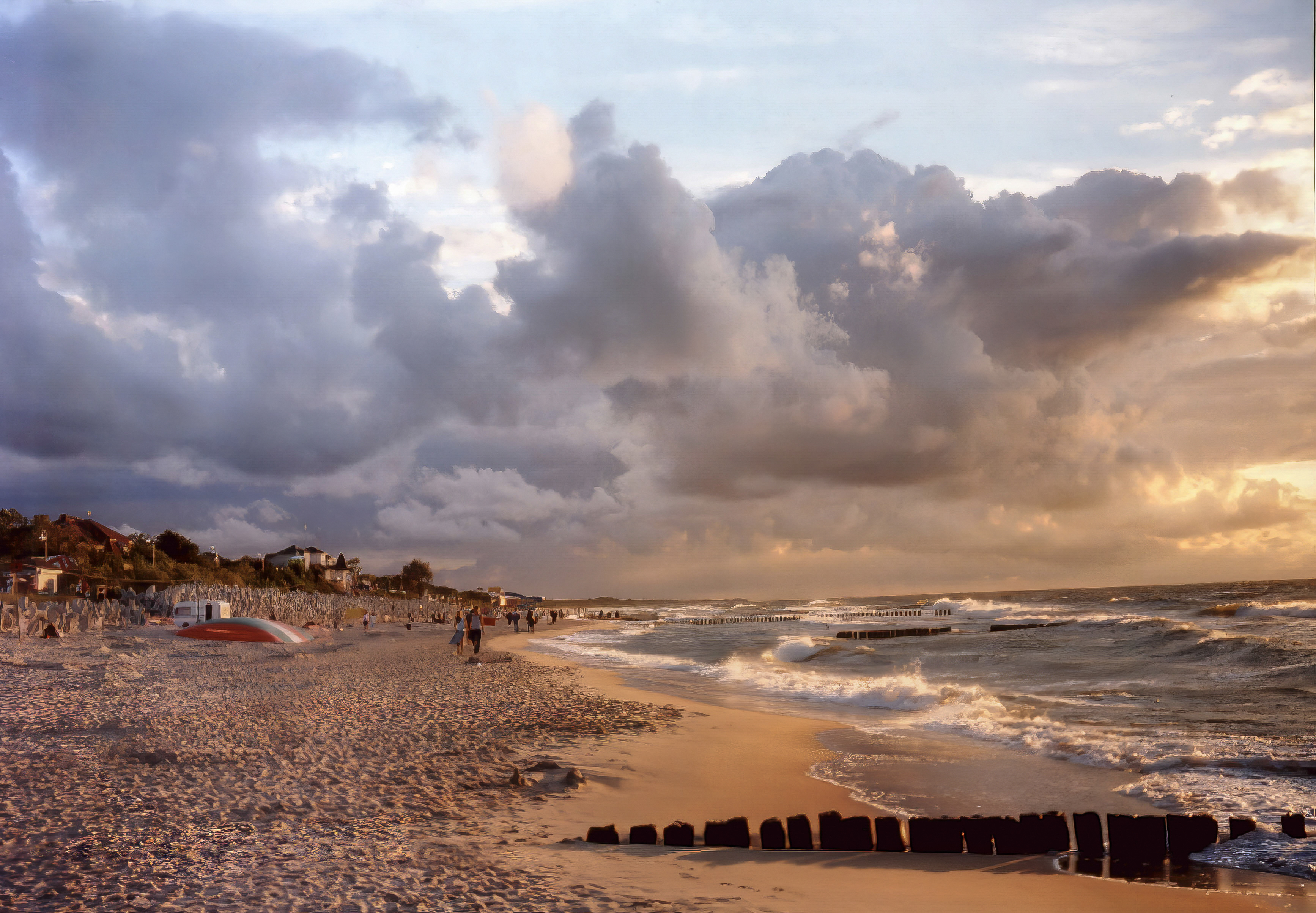
ミエルノ近郊ののバルト海に面する海岸

同日、旅団の砲兵部隊はドイツ軍の車列を撃破した後、グロース・メーレン（現ポーランド・ミエルノ）を占領し、第44戦車師団がテムニク方面へ進出する足がかりを築いた。旅団はさらに、ドランブルク＝ヴェンゲーリンを結ぶ幹線道路と鉄道を遮断し、ハンケンハッテン駅を制圧して敵の列車部隊を抑え込んだ。軍団本営から離脱した旅団は、続けてシフェルバイン (Шифельбайн)を占領した。レンツェンでは敵の守備隊を破ってペルザンテ川を渡河し、3月5日にはベルガルトを制圧して、任務を完了させた。
ところが、第2白ロシア戦線がバルト海沿岸のダンツィヒを制圧するためには、早急の支援が必要になることが判明した。第1親衛戦車軍は、第2白ロシア戦線を援護するため反転して東部方面へ進軍した。道中ドイツ第1軍の大部隊を撃破すると、3月10日にはボリシャウを占領し、ポーランドの第1ワルシャワ機甲旅団と共闘してヒーノフを急襲した。ヒーノフの強制収容所からは、様々な国籍の収容者約5万人が解放された。3月25日、旅団および付属部隊は、激しい戦闘の末にダンツィヒの要塞を打ち破り、この都市の解放に貢献した。
1945年4月26日、バルト海への突破口を開く司令部からの特別任務に際して、第1親衛戦車旅団は任務の成功に大きな貢献をしたことが評価され、ソビエト連邦最高会議幹部会令によって2等クトゥーゾフ勲章が授与された。
ダンツィヒを解放した後、旅団はベルリン攻勢作戦に加わるため、3月末にダンツィヒからオーデル川河畔へ帰還した。旅団司令官のアブラム・テムニクによる巧みな指揮によって、4月15日から28日の間に、旅団は火砲194門、兵士1250人を撃破し、23門の火砲や9両の戦車を鹵獲して56人を捕虜に取る戦果をあげた。
4月16日の明け方、旅団は第8親衛機械化軍団（イヴァン・ドリョーモフ少将指揮）の先遣部隊と付属部隊（第400親衛自走砲連隊、第358親衛対空砲連隊、第405親衛独立迫撃砲師団など）とともにザクセンドルフの防衛線を破り、制圧した。続くゼーロウ高地の戦いでは、旅団も戦車や隊員の損失が嵩んだ（指揮官のボチコフスキーも重傷を負っている）。旅団の戦車は、鉄道と幹線道路の隘路に身を潜めて直接の被弾を防ぎながら、4月17日に第400親衛自走砲連隊と共闘してドリゲリン駅からドイツ軍を退け、ソ連のゼーロウ高地占領に貢献した。4月24日、第19自動車化狙撃旅団および第21自動車化狙撃旅団と共闘して、激戦の末にマックスドルフとトレブスを抑えた旅団は、シュプレー川を越えて、ベルリン郊外のヨハニスタールに向けて進軍した。
同日、旅団はテルトウ運河を渡ってノイケルンを占領したが、ノイケルンではその後5日間にわたって激しい市街戦が繰り広げられた。
4月23日、カトゥコフ率いる第1親衛戦車軍は、戦線司令官ゲオルギー・ジューコフより、特殊部隊を編成してベルリンのアドラースホーフとテンペルホーフに夜襲を仕掛け、同地区の飛行場を占領するように命令された。これらの飛行場には爆撃機のほかにも、アドルフ・ヒトラー総統の脱出用に用意された個人機や、ナチ党幹部の個人機が駐機されていたとされる。
アドラースホーフに関しては、戦車軍の前進地域に位置しており、戦線から3～4キロメートル離れているのみであるため、攻略は取り立てて困難なものではなかった。しかし、テンペルホーフはベルリン市のほぼ中心地にあり、総統官邸から3キロメートル離れていたため、攻略は極めて難しかった。アドラースホーフには、ウラジーミル・グラフォフ親衛少佐率いる偵察部隊が、この作戦で最も難易度の高いテンペルホーフには、大隊司令官のウラジーミル・ジューコフ親衛少佐が自ら志願し、赴くこととなった。
偵察部隊に与えられた任務は、飛行場で航空機を破壊し、本隊が到達するまで持ちこたえるというものである。テムニク率いる第1親衛戦車旅団は、他の部隊とともに、先行した偵察部隊の救援に向かった。その間、偵察部隊は2日にわたって敵の猛攻を凌ぎ、旅団の到達まで何とか持ちこたえた。戦線司令官ジューコフによる飛行場制圧の命令は遂行され、結果として1機たりとも飛行場から航空機を飛び立たせなかった。しかしながら、一連の戦闘では、テンペルホーフ方面で奮闘したウラジーミル・ジューコフ親衛少佐が戦死している。
続くベルリンでの市街戦では、特にベルリン・アンハルター駅周辺で激しい戦闘となった。援護のない戦車は砲撃やパンツァーファウストの餌食となりやすいため、事前に歩兵がマシンガンや小火器でパンツァーファウストの操作手などを片付けてから、戦車を通すのが定石である。しかし、旅団には機銃手が不足しており、戦車兵が自ら道を切り開かなければならなかった。ベルリンの狭い路地を一度に通れる戦車は2両が限界だったため、先頭の戦車が砲撃によって敵を吹き飛ばし、2両目を通した。先頭車両が撃破されても続く車両が役割を代わり、1メートルずつ進みながらベルリンの制圧を進めていった。
機銃手や工兵の数が足りなくなると、テムニクは隊員を集めて全員に機銃を装備させ、自ら突撃部隊を率いて戦場に躍り出た。丸一時間、旅団司令官も一般の機銃手のように行動し、1つの街区から敵を掃討することに成功した。しかし、近くで地雷が爆発したため、テムニクも腹部に重傷を負い、4月29日にその傷が原因で死亡している。
4月30日の夜、旅団はクルドゥルシュトラーセの残党勢力を掃討し、ベルリン動物園駅へ向けて進軍を開始した。このときの戦闘では、ネチタイロの指揮の下、ベリャーエフ、コズロフ、プージ、アレクセーエフの戦車中隊が活躍を見せ、ペトルークやセンチェンコ、バリュク、ジューコフなど多くの戦車兵が勇敢に戦った。
ベルリンでの戦いが、大戦中の旅団の最後の勝利となったが、その代償は極めて大きかった。これまで多くの戦闘で活躍してきた戦車指揮官のイヴァン・ガポン親衛中尉はマックスドルフで戦死し、第1戦車大隊副中隊長のイヴァン・フョードロフ親衛少尉は目前に迫った戦勝の日を迎えることはできなかった。ベルリン攻勢作戦では旅団の戦車の9割を喪失したため、旅団に残った6両の戦車は、5月1日に第20親衛自動車化旅団へと移管された。
|                                |                                                                                 |
| テンペルホーフ飛行場（1945年） | ベルリン郊外でパンツァーシュレックを手に身を潜める国民突撃隊員（1945年4月下旬） |

### 戦後
1945年7月5日、ソ連国防人民委員部1945年6月10日付命令第0013号に基づき、第1親衛戦車旅団は第1親衛戦車連隊（в/ч 32501、グラウハウ）に改編され、第8親衛機械化師団の一部隊となった。

## 戦術
大祖国戦争では、赤軍の多くの戦車部隊が待ち伏せ作戦を実施し、積極的な防衛手段として非常に効果があることを証明してきた。特に、第1親衛戦車旅団司令官のミハイル・カトゥコフが、「防衛戦における最善の策は待ち伏せである。」と述べているように、彼が率いた旅団はこの戦法を効率的に用いてきた。1941年時点で、第1親衛戦車旅団の戦術は、待ち伏せに奇襲攻撃、事前の綿密な偵察を組み合わせたものだった。大祖国戦争を通して最も優れた戦車兵と評される、ドミトリー・ラヴリネンコも、この戦術によって戦果をあげていた。ラヴリネンコが関わった戦闘の記録をひもとくと、彼は敵を攻撃する前に地形をよく調べ、攻撃の仕方とその後の作戦について正しく選択していたことが分かる。ムツェンスク近郊での戦闘で、ラヴリネンコが用いた戦術については、以下の記述が残されている。

## 所属組織
第4戦車旅団
| 日付          | 軍団 | 軍     | 方面軍（軍管区） |
| ------------- | ---- | ------ | ---------------- |
| 1941年9月1日  |      |        | ハリコフ軍管区   |
| 1941年10月1日 |      |        | 最高司令部予備   |
| 1941年11月1日 |      | 第16軍 | 西部戦線         |

第1親衛戦車旅団
| 日付          | 軍団              | 軍            | 方面軍（軍管区）  |
| ------------- | ----------------- | ------------- | ----------------- |
| 1941年12月1日 |                   | 第16軍        | 西部戦線          |
| 1942年1月1日  |                   | 第20軍        | 西部戦線          |
| 1942年2月1日  |                   | 第20軍        | 西部戦線          |
| 1942年3月1日  |                   | 第5軍         | 西部戦線          |
| 1942年4月1日  |                   |               | モスクワ軍管区    |
| 1942年5月1日  | 第1戦車軍団       |               | ブリャンスク戦線  |
| 1942年6月1日  | 第1戦車軍団       |               | ブリャンスク戦線  |
| 1942年7月1日  | 第1戦車軍団       |               | ブリャンスク戦線  |
| 1942年8月1日  | 第1戦車軍団       |               | ブリャンスク戦線  |
| 1942年9月1日  | 第1戦車軍団       | 第5戦車軍     | 最高司令部予備    |
| 1942年10月1日 | 第3機械化軍団     |               | モスクワ軍管区    |
| 1942年11月1日 | 第3機械化軍団     | 第22軍        | カリーニン戦線    |
| 1942年12月1日 | 第3機械化軍団     | 第22軍        | カリーニン戦線    |
| 1943年1月1日  | 第3機械化軍団     | 第22軍        | カリーニン戦線    |
| 1943年2月1日  | 第3機械化軍団     | 第22軍        | カリーニン戦線    |
| 1943年3月1日  | 第3機械化軍団     | 第1戦車軍     | 北西戦線          |
| 1943年4月1日  | 第3機械化軍団     | 第1戦車軍     | 最高司令部予備    |
| 1943年5月1日  | 第3機械化軍団     | 第1戦車軍     | ヴォロネジ戦線    |
| 1943年6月1日  | 第3機械化軍団     | 第1戦車軍     | ヴォロネジ戦線    |
| 1943年7月1日  | 第3機械化軍団     | 第1戦車軍     | ヴォロネジ戦線    |
| 1943年8月1日  | 第3機械化軍団     | 第1戦車軍     | ヴォロネジ戦線    |
| 1943年9月1日  | 第3機械化軍団     | 第1戦車軍     | ヴォロネジ戦線    |
| 1943年10月1日 | 第3機械化軍団     | 第1戦車軍     | 最高司令部予備    |
| 1943年11月1日 | 第8親衛機械化軍団 | 第1戦車軍     | 最高司令部予備    |
| 1943年12月1日 | 第8親衛機械化軍団 | 第1戦車軍     | 第1ウクライナ戦線 |
| 1944年1月1日  | 第8親衛機械化軍団 | 第1戦車軍     | 第1ウクライナ戦線 |
| 1944年2月1日  | 第8親衛機械化軍団 | 第1戦車軍     | 第1ウクライナ戦線 |
| 1944年3月1日  | 第8親衛機械化軍団 | 第1戦車軍     | 第1ウクライナ戦線 |
| 1944年4月1日  | 第8親衛機械化軍団 | 第1戦車軍     | 第1ウクライナ戦線 |
| 1944年5月1日  | 第8親衛機械化軍団 | 第1親衛戦車軍 | 第1ウクライナ戦線 |
| 1944年6月1日  | 第8親衛機械化軍団 | 第1親衛戦車軍 | 第1ウクライナ戦線 |
| 1944年7月1日  | 第8親衛機械化軍団 | 第1親衛戦車軍 | 第1ウクライナ戦線 |
| 1944年8月1日  | 第8親衛機械化軍団 | 第1親衛戦車軍 | 第1ウクライナ戦線 |
| 1944年9月1日  | 第8親衛機械化軍団 | 第1親衛戦車軍 | 第1ウクライナ戦線 |
| 1944年10月1日 | 第8親衛機械化軍団 | 第1親衛戦車軍 | 最高司令部予備    |
| 1944年11月1日 | 第8親衛機械化軍団 | 第1親衛戦車軍 | 最高司令部予備    |
| 1944年12月1日 | 第8親衛機械化軍団 | 第1親衛戦車軍 | 第1ベラルーシ戦線 |
| 1945年1月1日  | 第8親衛機械化軍団 | 第1親衛戦車軍 | 第1ベラルーシ戦線 |
| 1945年2月1日  | 第8親衛機械化軍団 | 第1親衛戦車軍 | 第1ベラルーシ戦線 |
| 1945年3月1日  | 第8親衛機械化軍団 | 第1親衛戦車軍 | 第1ベラルーシ戦線 |
| 1945年4月1日  | 第8親衛機械化軍団 | 第1親衛戦車軍 | 第1ベラルーシ戦線 |
| 1945年5月1日  | 第8親衛機械化軍団 | 第1親衛戦車軍 | 第1ベラルーシ戦線 |

## 歴代司令官
- ミハイル・カトゥコフ親衛大佐（1941年11月11日 - 1942年4月2日）
- ニコライ・チューヒン（ロシア語版）親衛大佐（1942年4月3日 - 1942年9月18日）
- ウラジーミル・ゴレロフ（ロシア語版）親衛大佐（1942年9月19日 - 1944年7月5日）
- ヴェニアミン・ミンドリン親衛大佐（1944年7月6日 - 1944年8月24日）
- アレクサンドル・ボロディン親衛大佐（1944年8月25日 - 1944年9月25日）
- アブラム・テムニク（ロシア語版）親衛大佐（1944年9月26日 - 1945年4月29日）
- ヴァシーリー・ゼムリャコフ（ロシア語版）親衛大佐（1945年5月2日 - 1945年5月9日）

## 著名な軍人
大祖国戦争中、第1親衛戦車旅団は4758人がソ連の勲章や記章を受章しており、そのうち29人がソ連邦英雄となった（カバルド・カルダノフ、ドミトリー・ラヴリネンコの2名は1990年に叙勲）。二重英雄は2人いる。また、栄光勲章を3等級全て受章した人物は1人である。
以下、名前は二重英雄。
| 画像               | 名前                             | 役職                                              | 階級          | 日付                  | 受章理由 |
| ------------------ | -------------------------------- | ------------------------------------------------- | ------------- | --------------------- | --- |
|                    | ヴャチェスラフ・ベリャエフ       | 戦車小隊司令官                                    | 親衛上級中尉  | 1945年2月27日         | ピリツァ川渡河中に勇敢な行動を示し、ノベ＝ミアスト＝ナト＝ピリツォン西部の橋頭保を防衛                                                     |
|                    | アレクセイ・ボドロフ             | 戦車指揮官                                        | 親衛少尉      | 1945年2月27日（追贈） | ピリツァ川渡河中に勇敢な行動を示し、ノベ＝ミアスト＝ナト＝ピリツォン西部の橋頭保を防衛                                                     |
|                    | イヴァン・ボイコ                 | 戦車大隊司令官                                    | 親衛少佐      | 1944年1月10日         | カザーティンでの戦闘における勇敢な行動や、ドニエストル川及びプルト川渡河、チェルノフツィー解放の際に示された第64戦車旅団の英雄的行動       |
| 第64戦車旅団司令官 | イヴァン・ボイコ                 | 大佐                                              | 1944年4月26日 |                       | カザーティンでの戦闘における勇敢な行動や、ドニエストル川及びプルト川渡河、チェルノフツィー解放の際に示された第64戦車旅団の英雄的行動       |
|                    | ウラジーミル・ボチコフスキー     | 戦車中隊司令官                                    | 親衛大尉      | 1944年4月26日         | ズバラジ地区ロマノヴォ村付近を流れるテレブナ川の橋頭保防衛及び拡大                                                                         |
|                    | アレクサンドル・ブルダ           | 戦車小隊司令官                                    | 親衛大佐      | 1944年4月26日（追贈） | ツィブリェフ村に取り残された旅団救出のために奮戦                                                                                           |
|                    | ニコライ・ガヴリシュコ           | 戦車大隊司令官                                    | 親衛少佐      | 1944年4月26日         | プロスクーロフ＝チェルノフツィー攻勢での奮戦                                                                                               |
|                    | イヴァン・ゴロヴィン             | 戦車中隊司令官                                    | 親衛上級中尉  | 1945年2月27日         | ピリツァ川渡河中に勇敢な行動を示し、ノベ＝ミアスト＝ナト＝ピリツォン西部の橋頭保を防衛                                                     |
|                    | ウラジーミル・ゴレロフ           | 旅団司令官                                        | 親衛大佐      | 1944年4月26日         | ドニエストル川渡河の際に示した優秀な指揮能力                                                                                               |
|                    | アレクセイ・デューホフ           | 戦車中隊司令官                                    | 親衛上級中尉  | 1945年2月27日         | ピリツァ川渡河中に勇敢な行動を示し、ノベ＝ミアスト＝ナト＝ピリツォン西部の橋頭保を防衛                                                     |
|                    | ウラジーミル・ジューコフ         | 戦車大隊司令官                                    | 親衛少佐      | 1945年2月27日         | ピリツァ川渡河中に勇敢な行動を示し、ノベ＝ミアスト＝ナト＝ピリツォン西部の橋頭保を防衛                                                     |
|                    | アンドレイ・ゼミャノフ           | 砲塔指揮官                                        | 親衛軍曹      | 1944年5月24日         | コロミヤ解放の際に示した勇敢な行動 |
|                    | アンドレイ・イグナチェフ         | 戦車指揮官                                        | 親衛少尉      | 1944年5月24日         | コロミヤ解放の際に示した勇敢な行動 |
|                    | カバルド・カルダノフ             | 戦車小隊司令官                                    | 親衛中尉      | 1990年5月5日（追贈）  | プロスクーロフ＝チェルノフツィー攻勢での奮戦                                                                                               |
|                    | ミハイル・カトゥコフ             | 第1親衛戦車軍司令官                               | 戦車兵少将    | 1944年9月23日         | リヴィウ＝サンドミェシュ攻勢の発動、その中での第1親衛戦車軍に対する優秀な指揮能力に加え、東ポンメルン攻勢における第1親衛戦車軍運用の優秀さ |
| 1945年4月6日       | ミハイル・カトゥコフ             | 第1親衛戦車軍司令官                               | 戦車兵少将    |                       | リヴィウ＝サンドミェシュ攻勢の発動、その中での第1親衛戦車軍に対する優秀な指揮能力に加え、東ポンメルン攻勢における第1親衛戦車軍運用の優秀さ |
|                    | ドミトリー・ラヴリネンコ         | 戦車中隊司令官                                    | 親衛上級中尉  | 1990年5月5日（追贈）  | ムツェンスクやヴォロコラムスクでの戦闘における勇敢な行動                                                                                   |
|                    | エフゲニー・ルッポフ             | 第20重戦車旅団第91戦車大隊第1中隊のT-28砲塔指揮官 | 少尉          | 1940年1月15日         | 冬戦争におけるムオラーンヤルヴィ湖（現ヴィボルグスキー地区グルボーコエ湖）での偵察中に示された勇敢な行動                                   |
|                    | イヴァン・リュブシュキン         | 戦車指揮官                                        | 親衛中尉      | 1941年9月10日         | ムツェンスク付近での戦闘における勇敢な行動                                                                                                 |
|                    | アンドラニク・マヌキャン         | 第1親衛戦車旅団諜報手                             | 親衛大尉      | 1945年2月27日         | ツェツィリューフカ付近での諜報活動中に示した勇敢な行動や、イェジュフ（ウッチ東部）の奪取                                                   |
|                    | ヴァシーリー・メテリョーフ       | 第56親衛戦車旅団参謀長                            | 親衛少佐      | 1944年1月10日         | スヴャトシノやキエフ＝ジトーミル間を結ぶ街道での戦闘における勇敢な行動                                                                     |
|                    | ウラジーミル・ポドゴルブンスキー | 第19親衛機械化旅団小隊司令官                      | 親衛上級中尉  | 1944年1月10日         | カザーティン奪取の際に示した勇敢な行動 |
|                    | アナトリー・ラフトプーロ         | 戦車大隊司令官                                    | 親衛大尉      | 1942年2月11日         | ムツェンスク付近での戦闘における勇敢な行動                                                                                                 |
|                    | ユーリイ・スヴャシシェンコ       | 戦車中隊司令官                                    | 親衛中尉      | 1945年5月31日（追贈） | アレクサンドルフ＝ウツキやクシェヴェニツァ、ノベ＝ミアスト＝ナト＝ピリツォンの占領や、ヴァルタ川を巡る戦闘での勇敢な行動                   |
|                    | ディミトリー・シリク             | 戦車中隊司令官                                    | 親衛上級中尉  | 1944年4月26日（追贈） | スタニスラーウでの戦闘における勇敢な行動                                                                                                   |
|                    | フロル・ストリャルチュク         | 第150独立戦車旅団政治部長                         | 親衛大佐      | 1944年9月23日         | 党の政治理念に見合った組織の確立に向け、人民を戦闘任務へ動員                                                                               |
|                    | ウラジーミル・テゲンツェフ       | 戦車指揮官                                        | 親衛少尉      | 1945年2月27日         | ピリツァ川渡河中に勇敢な行動を示し、ノベ＝ミアスト＝ナト＝ピリツォン西部の橋頭保を防衛                                                     |
|                    | アブラム・テムニク               | 旅団司令官                                        | 親衛大佐      | 1945年5月31日         | ベルリンの戦いにおける優秀な指揮能力 |
|                    | アレクサンドル・チホミロフ       | 戦車機械技師・操縦士                              | 親衛上級軍曹  | 1945年2月27日         | ピリツァ川渡河中に勇敢な行動を示し、ノベ＝ミアスト＝ナト＝ピリツォン西部の橋頭保を防衛                                                     |
|                    | ヨシフ・チェリャプキン           | 第50親衛戦車旅団司令官                            | 親衛大佐      | 1945年4月6日          | ワルシャワ郊外での戦闘における優秀な指揮能力                                                                                               |
|                    | ヴァルデマル・シャランディン     | 戦車中隊司令官                                    | 親衛中尉      | 1944年1月10日（追贈） | クルスクの戦いで示した勇敢な行動 |

| 画像 | 名前                       | 3等          | 2等           | 1等           | 受章理由                                                                           |
| --- | -------------------------- | ------------ | ------------- | ------------- | ---------------------------------------------------------------------------------- |
| | グリゴーリー・チュリャエフ | 1944年1月5日 | 1944年5月15日 | 1944年9月23日 | 1943年12月25日、コルニンの村でT-34を駆り10人以上の歩兵、4門の火砲、4両の車両を撃破 |
| 1944年3月24日、チュリャエフの戦車はザリシチキでドイツ軍車列に砲撃を行い、20人以上の兵士・将校、14両の車両を撃破 | グリゴーリー・チュリャエフ | 1944年1月5日 | 1944年5月15日 | 1944年9月23日 |                                                                                    |
| 1944年7月27日、ヤロスワフで15人の兵士、戦車、突撃砲などを撃破                                                   | グリゴーリー・チュリャエフ | 1944年1月5日 | 1944年5月15日 | 1944年9月23日 |                                                                                    |

## 叙勲
| 称号、勲章                      | 画像 | 日付           | 受章要因                                                                                   |
| ------------------------------- | ---- | -------------- | ------------------------------------------------------------------------------------------ |
| 親衛部隊                        |      | 1941年11月11日 | オリョール及びムツェンスクでの勇敢かつ巧みな戦闘行為                                       |
| レーニン勲章                    |      | 1943年10月23日 | クルスクの戦いでの勇敢な戦闘行為                                                           |
| チェルトコフスカヤ              |      | 1944年4月3日   | プロスクーロフ＝チェルノフツィー攻勢への参戦及びチョルトコフの解放                         |
| 2等ボグダン・フメリニツキー勲章 |      | 1944年4月8日   | コロミヤ解放の功績                                                                         |
| 赤旗勲章                        |      | 1944年4月8日   | カルパティア山脈の麓におけるドイツとの戦闘、ソ連南西部の境界線の確立                       |
| 2等スヴォーロフ勲章             |      | 1944年8月10日  | 命令を忠実に遵守し、プシェムィシル、ヤロスラフ防衛のためにドイツとの戦闘で見せた勇敢な行動 |
| レーニン勲章                    |      | 1945年4月5日   | ブランデンブルク州での模範的な戦闘任務の遂行、勇敢な戦闘行為                               |
| 2等クトゥーゾフ勲章             |      | 1945年4月26日  | バルト海へ至るための特別任務の遂行                                                         |

第1親衛戦車旅団は、ソビエト連邦軍最高総司令官から15回感状を受けている。

## 顕彰
1991年まで、第1親衛戦車旅団記念館は、東ドイツの駐独ソ連軍第1親衛戦車連隊基地内に置かれていた。ここでは、戦時中旅団が実際に使用していた備品や、27体のソ連邦英雄の胸像が展示されていた。しかし、ソ連崩壊によってソ連軍がドイツから撤退すると、記念館の展示品は全て失われてしまった。連隊がロシアに戻ってからは、退役軍人を中心として何度も記念館の再建を訴える声が上がったが、結果として再建されることはなかった。
第1親衛戦車旅団の英雄を称えて、ロシア、ウクライナ、モルドバ、ポーランドなどの各地に、記念戦車やオベリスク、銘板など60を超える記念碑が設置されてきた。ムツェンスクやヴォロコラムスクの第1親衛通り（улица Первогвардейская）やジュメールィンカの親衛戦車通り（улица Танкистов-гвардейцев）、チョルトコフのＶ・Ｍ・ゴレロフ大通り（проспект В. М. Горелова）など、各地の通りの名前にも、旅団から採られたものが見られる。ロシア国内では多くの博物館や資料館で、第1親衛戦車旅団に関する展示が行われている。
カトゥコフの妻であるエカテリーナ・セルゲーヴナ・カトゥコヴァは、「第1親衛」の名とカトゥコフ元帥の記憶を永遠に留めるため、様々な取り組みを行ってきた。彼女は、カトゥコフが暮らしていた家に銘板を設置し、通りには彼に因んだ名前を付けた。そのほか、トルドヴァヤ駅に記念館を設立したり、4冊もの回想録を著わしたり、ドミトロフスコエ街道沿いのショロホヴォ村にT-34戦車歴史博物館の建設を推進したりもしている。
旅団の記録写真を撮影したヴィクトル・シュミロフ親衛中尉のおかげで、現在でも旅団の様子を伝える多くの写真が残されている。シュミロフは元々師団新聞『サヴェーツキー・パトリオート』の植字工だったが、旅団結成とともに大祖国戦争に参戦し、そのままベルリンまで戦い抜いた。
2005年と2007年には、第1親衛戦車旅団の退役軍人らが中心となって、旅団の戦史をまとめた2本の大規模な研究書が発表されている。
- 『モスクワからベルリンまで――第1親衛チェルトコフスカヤ二重レーニン勲章・赤旗・赤旗・スヴォーロフ、クトゥーゾフ及びボグダン・フメリニツキー勲章旅団の戦跡』（アンドレイ・シシュコフ著）
- 『第1親衛戦車旅団の追憶の書』（ヴァシーリー・ダヴィドフ、ヴァシーリー・ヤポシェンコ共著）

これらの研究書には、第1親衛戦車旅団の戦死傷者リストや旅団に終身入隊した英雄たちの情報、旅団を称える記念碑やモニュメントのリスト、旅団の名を冠した学校や旅団に特化した記念館、旅団の戦車兵たちの軍事行動に関する文献案内など、第1親衛戦車旅団に関連する様々な情報が記載されている。